# Autobus de Valenciennes
Le réseau d'autobus de Valenciennes est un réseau d'autobus qui dessert la ville de Valenciennes et les 81 communes de son agglomération. Exploité sous l'appellation commerciale Transvilles, il comporte quarante lignes régulières (hors services scolaires).

## Histoire
Le 4 mars 1976 est créé par arrêté préfectoral le Syndicat intercommunal pour les transports urbains de la région de Valenciennes (SITURV), qui regroupe alors 28 communes de l'arrondissement de Valenciennes, en vue de développer et d'organiser les transports en commun sur le territoire des communes adhérentes, en remplacement des anciennes concessions communales dont disposaient les Chemins de fer économiques du Nord (CEN), exploitants historiques de l'ancien tramway de Valenciennes et du réseau d'autobus qui lui avait succédé.

### Réseau de la SEMURVAL
Le 31 décembre 1978 marque la fin de l'exploitation du réseau par les CEN. La SEMURVAL, société d'économie mixte, détenue majoritairement par le Syndicat intercommunal, est créée.
Le réseau de la SEMURVAL était composé, en Septembre 2003, de 35 lignes régulières hebdomadaires ainsi que de 13 lignes dominicales.
| Types de lignes      | Numéros des lignes | Directions                                                                           |
| -------------------- | ------------------ | ------------------------------------------------------------------------------------ |
| Lignes hebdomadaires | Ligne 1            | Aulnoy-lez-Valenciennes <> Petite-Forêt                                              |
| Lignes hebdomadaires | Ligne 2            | Valenciennes <> Bruay-sur-l'Escaut / Saint-Amand-les-Eaux / Hasnon                   |
| Lignes hebdomadaires | Ligne 3            | Saultain <> Beuvrages                                                                |
| Lignes hebdomadaires | Ligne 4            | Valenciennes <> Bernissart / Bonsecours / Mont de Péruwelz / Hergnies / Odomez       |
| Lignes hebdomadaires | Ligne 5            | Valenciennes <> Vicq / Crespin / Quiévrechain / Quarouble / Rombies-et-Marchipont    |
| Lignes hebdomadaires | Ligne 6            | Valenciennes <> Douchy-les-Mines / Denain / Escaudain / Rœulx / Neuville-sur-Escaut  |
| Lignes hebdomadaires | Ligne 7            | Anzin <> Rouvignies                                                                  |
| Lignes hebdomadaires | Ligne 8            | Bruay-sur-l'Escaut <> Wallers                                                        |
| Lignes hebdomadaires | Ligne 9            | Raismes <> Trith-Saint-Léger / Maing                                                 |
| Lignes hebdomadaires | Ligne 10           | Denain <> Abscon                                                                     |
| Lignes hebdomadaires | Ligne 11           | Haulchin <> Denain <> Hélesmes / Haveluy / Wallers                                   |
| Lignes hebdomadaires | Ligne 12           | Denain <> Douchy-les-Mines                                                           |
| Lignes hebdomadaires | Ligne 18           | Valenciennes <> Saint-Saulve                                                         |
| Lignes hebdomadaires | Ligne 19           | Valenciennes <> Aulnoy-lez-Valenciennes (Express)                                    |
| Lignes hebdomadaires | Ligne 41           | Odomez <> Onnaing                                                                    |
| Lignes hebdomadaires | Ligne 51           | Quiévrechain <> Odomez                                                               |
| Lignes hebdomadaires | Ligne AMD          | Saint-Amand-les-Eaux Centre Thermal <> Saint-Amand-les-Eaux SNCF                     |
| Lignes hebdomadaires | Ligne 101          | Valenciennes <> Artres / Quérenaing                                                  |
| Lignes hebdomadaires | Ligne 103          | Valenciennes <> Préseau                                                              |
| Lignes hebdomadaires | Ligne 108          | Valenciennes <> Hérin                                                                |
| Lignes hebdomadaires | Ligne 110          | Denain <> Abscon                                                                     |
| Lignes hebdomadaires | Ligne 111          | Denain <> Saint-Amand-les-Eaux                                                       |
| Lignes hebdomadaires | Ligne 112          | Denain <> Avesnes-le-Sec                                                             |
| Lignes hebdomadaires | Ligne 113          | Denain <> Hornaing                                                                   |
| Lignes hebdomadaires | Ligne 114          | Valenciennes <> Denain                                                               |
| Lignes hebdomadaires | Ligne 115          | Denain <> Verchain-Maugré                                                            |
| Lignes hebdomadaires | Ligne 116          | Denain <> Bouchain Bassin Rond                                                       |
| Lignes hebdomadaires | Ligne 118          | Valenciennes <> Hornaing                                                             |
| Lignes hebdomadaires | Ligne 120          | Hasnon <> Saint-Amand-les-Eaux                                                       |
| Lignes hebdomadaires | Ligne 124          | Condé-sur-l'Escaut <> Saint-Amand-les-Eaux                                           |
| Lignes hebdomadaires | Ligne 130          | Valenciennes <> Curgies                                                              |
| Lignes hebdomadaires | Ligne 131          | Valenciennes <> Sebourg                                                              |
| Lignes hebdomadaires | Ligne 307          | Saint-Amand-les-Eaux <> Flines-lès-Mortagne                                          |
| Lignes hebdomadaires | Ligne 308          | Saint-Amand-les-Eaux <> Mortagne-du-Nord                                             |
| Lignes dominicales   | Ligne 70           | Vicq <> Oisy                                                                         |
| Lignes dominicales   | Ligne 71           | Valenciennes <> Aulnoy-lez-Valenciennes                                              |
| Lignes dominicales   | Ligne 72           | Valenciennes <> Saint-Amand-les-Eaux                                                 |
| Lignes dominicales   | Ligne 73           | Préseau <> Bruay-sur-l'Escaut                                                        |
| Lignes dominicales   | Ligne 74           | Valenciennes <> Bonsecours / Mont de Péruwelz / Hergnies                             |
| Lignes dominicales   | Ligne 75           | Valenciennes <> Quiévrechain                                                         |
| Lignes dominicales   | Ligne 76           | Valenciennes <> Denain / Escaudain / Abscon / Mastaing / Rœulx / Neuville-sur-Escaut |
| Lignes dominicales   | Ligne 78           | Valenciennes <> Hornaing                                                             |
| Lignes dominicales   | Ligne 172          | Hélesmes <> Avesnes-le-Sec                                                           |
| Lignes dominicales   | Ligne 174          | Denain <> Hordain                                                                    |
| Lignes dominicales   | Ligne 175          | Valenciennes <> Haulchin                                                             |
| Lignes dominicales   | Ligne 176          | Valenciennes <> Sebourg                                                              |
| Lignes dominicales   | Ligne 178          | Valenciennes <> Artres                                                               |

En 2005, à l'approche de l'inauguration du tramway de Valenciennes, la SEMURVAL devient Transvilles.

### Réseau en 2008 pendant l'exploitation par Transdev
En 2006, l'exploitation de Transvilles est déléguée à Transdev.
En 2008 le réseau était composé de 30 lignes.

### Modifications du réseau en 2010

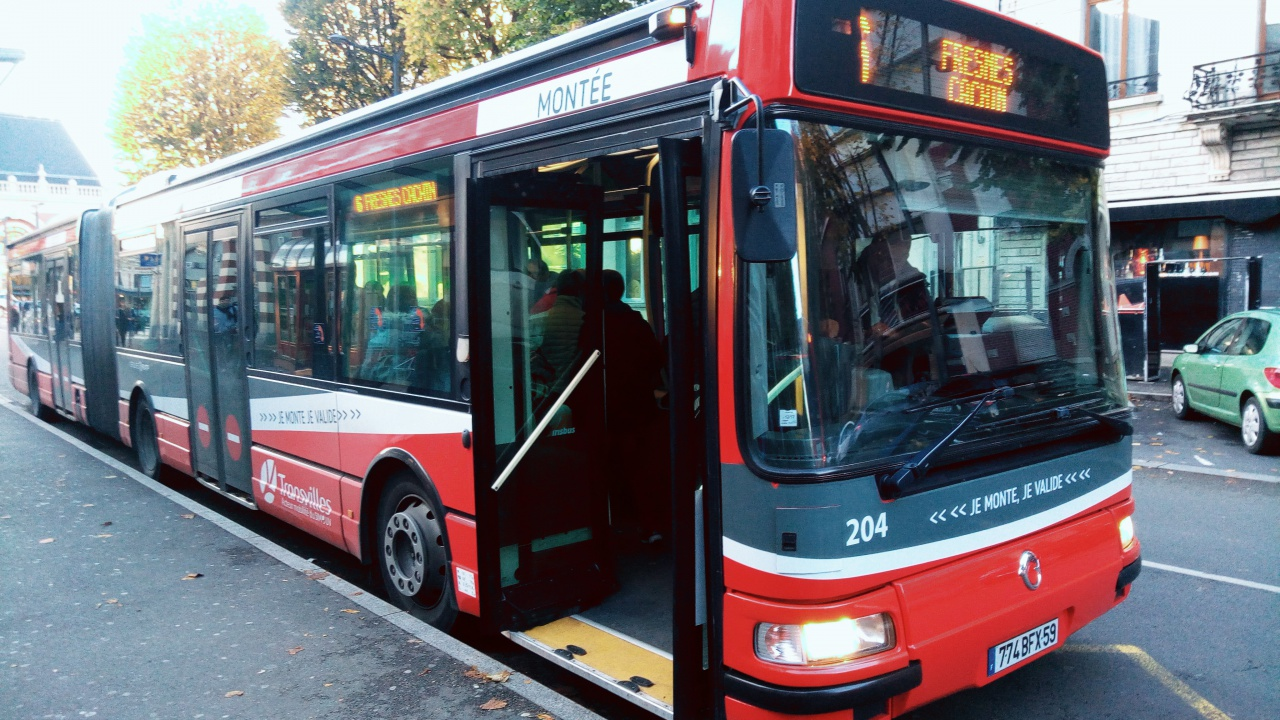
Irisbus Agora L sur la ligne 6.

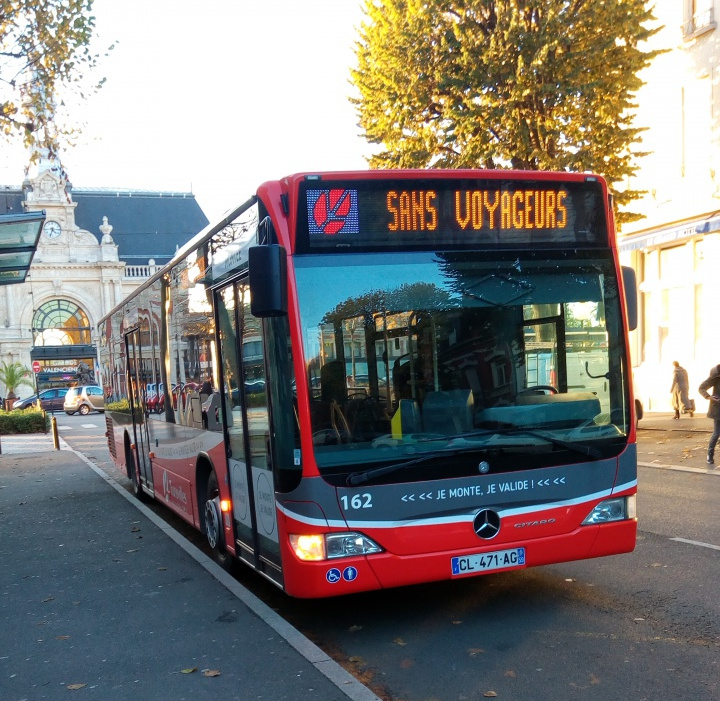
Mercedes-Benz Citaro C1 Facelift no 162 devant la gare de Valenciennes

Entre 2010 et 2015, l'exploitant était Transports urbains du Valenciennois, anciennement Veolia Transport Valenciennes, filiale du groupe Transdev et anciennement Veolia Transdev, le changement de délégataire ayant eu lieu avant la fusion entre Veolia Transport et Transdev, qui a succédé à la SEMURVAL, filiale du groupe Transdev.
En 2010, à l'occasion de l'attribution de la délégation de service public de l'exploitation du réseau Transvilles à Veolia Transport, le réseau est restructuré, et les dénominations des lignes sont totalement renouvelées, de manière à faciliter la lisibilité du réseau.
Les principes retenus sont les suivants :
- les lignes disposant d'une fréquence de 10 minutes sont dénommées par des lettres sur fond rouge. C'est le cas de la ligne du tramway, qui devient ligne A (après avoir été créée sous le nom de ligne 1).
- les lignes ayant une fréquence d'un bus toutes les 20 minutes sont numérotées 1 à 4 et 14 à 16 sur fond bleu, et prennent le nom de lignes essentielles
- les lignes cadencées toutes les trente minutes sont numérotées 10 à 13, 17 à 64, S1 et S2 sur fond vert, et prennent le nom de lignes principales
- Les autres lignes, qualifiées de complémentaires, prennent des numéros supérieurs à 100 et sont sur fond jaune[3].

### Mise en service de la ligne T2
Le 24 février 2014, la ligne T2 du tramway est mise en service. À cette occasion, le réseau subit une restructuration partielle :
- La ligne A du tramway devient T1 ;
- La ligne 14 relie désormais Condé – Macou à Vieux-Condé – Solitude avec un prolongement à certains services vers Bonsecours et Mont de Péruwelz ;
- La ligne 64 devient la ligne 100 et relie Hergnies à Fresnes via Vieux-Condé ;
- La ligne S1 est modifiée et dessert Trith De Vinci au lieu de Famars Université ;
- La ligne S2 fait son terminus à Anzin Hôtel de Ville au lieu de Famars Université ;
- La ligne 132 est supprimée et remplacée par la ligne 100 pour la commune de Fresnes et 109 pour la commune d'Odomez.

À partir du 1er octobre 2015, la durée de correspondance pour les tickets passe de 75 à 60 minutes.
Entretemps, en 2014, le SIMOUV prépare la fin du partenariat avec Transdev (issu de la fusion entre Transdev et Veolia Transport) que l'autorité organisatrice ne souhaite pas renouveler. RATP Dev, via sa filiale nommée Compagnie des Transports du Valenciennois et du Hainaut, est désigné pour remplacer Transdev et les Transports Urbains du Valenciennois. Le partenariat débute le 1er janvier 2015 pour une durée de 8 ans.

### Prolongement vers la Belgique
Le 4 septembre 2017, deux lignes sont prolongées vers la Belgique, il s'agit des lignes 14 et 15, cette dernière change de numéro pour devenir la ligne 5. La ligne 14 est prolongée vers la gare de Péruwelz à raison de 5,5 allers-retours en semaine et de 2 allers-retours le samedi, la nouvelle ligne 5, elle, est prolongée jusqu'à la gare de Quiévrain à raison de 2 allers-retours.
À cette même date, la ligne 16 change également de numéro et devient la ligne 6. Les branches vers l'usine Toyota d'Onnaing et Rombies-et-Marchipont sont remplacées par la nouvelle ligne 116. À Fresnes-sur-Escaut, le terminus s'effectue désormais à l'arrêt Cachin. La ligne 100 reliant Hergnies à Valenciennes ne dessert plus Fresnes. La desserte de Saultain par la ligne 1 ne s'effectue plus qu'en heures de pointe.
Une ligne spéciale est également créée reliant la station Saint-Waast à l'hôpital de Valenciennes. Cette nouvelle ligne circule aux heures de prises de service du personnel hospitalier. Les deux autres lignes spéciales desservant l'usine GSK de Saint-Amand-les-Eaux et la zone d'activités de l'Aéroport de Valenciennes - Denain deviennent respectivement les lignes G et A.
Les déviations mises en place à la suite de l'incendie du pont Villars de Valenciennes sont pérennisées. La ligne S1 est scindée en deux lignes exploitées sous ce même indice. Le premier tronçon relie la station Vosges à la station Saint-Waast en desservant notamment Trith-Saint-Léger, le second relie la gare de Valenciennes à Bruay-sur-l'Escaut, la jonction entre ces deux tronçons étant réalisée par le tramway. Les lignes 1 et 30 sont déviées par le faubourg de Paris, la ligne 30 effectue désormais son terminus à la station Sainte-Catherine.

### Naissance des lignes Illigo et des navettes de centre-ville
Le 2 septembre 2019, deux nouvelles lignes express sont créées sous la marque Illigo. La ligne Illigo 1 remplace la ligne U reliant Denain à l'université et la ligne Illigo 2 remplace la ligne 100 Express qui relie Hergnies à la gare de Valenciennes.
Quelques jours plus tard, le 23 septembre, la navette du centre-ville de Valenciennes baptisée Le Cordon est mise en service. Cette navette gratuite permet de relier les parkings extérieurs, la gare et l'hyper-centre de Valenciennes avec un passage toutes les 15 minutes du lundi au samedi.
Le 17 décembre 2019, c'est au tour de Saint-Amand-les-Eaux de disposer d'une navette gratuite. Baptisée L'Amanditour, cette navette dessert au départ de la gare de Saint-Amand, le collège Moulin Blanc, le centre-ville ainsi que l'hôpital. Elle circule du lundi au vendredi à raison d'un passage toutes les 30 minutes.
Dans la même lignée que Le Cordon de Valenciennes et L'Amanditour de Saint-Amand-les-Eaux, le 28 septembre 2020 est mise en service la navette Villars Express desservant le centre-ville de Denain. Cette navette circule toutes les 45 minutes du lundi au samedi.
Le 7 juillet 2021, la navette du Cordon de Valenciennes s'agrandit avec la création d'une seconde boucle desservant la station Saint-Waast, le quartier de la Roseraie, le faubourg de Paris, le parking Lacuzon, la gare et l'hôpital de Valenciennes. La première boucle est alors renommée C1 et la nouvelle boucle est nommée C2.

### Modifications du réseau en 2021 pendant l'exploitation par RATP Dev
En 2021, le réseau connaît plusieurs modifications. La ligne 3 qui reliait Haulchin à Escaudain est supprimée et absorbée par les lignes 4 et 105. Ces lignes relient désormais Rœulx et Escaudain à Douchy-les-Mines pour la ligne 4 et Haulchin à Neuville-sur-Escaut pour la ligne 105.
La ligne S1 est profondément modifiée, l'exploitation en deux tronçon disparaît au profit d'une ligne unique reliant Bruay-sur-l'Escaut à Trith-Saint-Léger en passant par Saint-Saulve et la gare de Valenciennes. Par la même occasion, la ligne 30 retrouve son terminus à la gare de Valenciennes.
À la suite de l'intégration de la commune d'Émerchicourt au sein de la communauté d'agglomération de la Porte du Hainaut, la ligne 111 est prolongée jusqu'à la mairie d'Émerchicourt. Ce prolongement est toutefois suspendu l'année suivante à la suite de la réintégration d'Émerchicourt à la communauté de communes Cœur d'Ostrevent.

### Transition énergétique
Le 6 janvier 2023, les premiers bus fonctionnant au gaz naturel sont mis en service. Ces véhicules, huit standards et trois articulés, ont été acquis dans le cadre de la loi relative à la transition énergétique et du renouvellement du parc de véhicules. Le remisage et la maintenance de ces véhicules sont effectués au dépôt de Saint-Saulve où une station de compression et de rechargement en gaz a été installée. Cette station est également accessible au public,.
Le 14 novembre 2023, une troisième navette de centre-ville de Valenciennes est créée, elle est numérotée C3. Cette nouvelle navette relie les quartiers sud de Valenciennes et le centre aquatique Nungesser depuis la place du Hainaut. Elle est exploitée avec des minibus électriques à raison d'un passage toutes les 20 minutes.

### Nouvelle délégation de service public à Keolis au1erjanvier 2023
Le 1er janvier 2023, Keolis, via sa filiale Keolis Hainaut Valenciennois, succède à RATP Dev. Le nouveau contrat prévoit, entre autres, une refonte du réseau par le nouvel exploitant. Cette refonte interviendra le 8 juillet 2024.
Au 1er janvier 2024, le réseau était composé de 40 lignes :

### Restructuration du réseau par Keolis en 2024
Le 8 juillet 2024, le réseau de bus est restructuré, conformément aux propositions de Keolis et dans le cadre du marché public lancé par le SIMOUV le 1er janvier 2023. Le nouveau réseau est structuré de la manière suivante:
- La création de deux lignes structurantes dites "Lianes", reliant les principaux pôles de l'agglomération valenciennoise et complétant le tramway de Valenciennes : la Liane 1 relie le centre commercial de Petite-Forêt à Marly Autoroute et, dans une moindre mesure, le Château d'Eau de Saultain, via la gare de Valenciennes. La Liane 2 relie la station "Saint-Waast" de la ligne T1 du tramway de Valenciennes à l'ancienne mairie de Crespin, ainsi que l'arrêt "Les 4 Chasses" à Onnaing et, en heure de pointe, la commune de Quiévrain et sa gare en Belgique. Elle assure des correspondances avec la ligne T1 du tramway de Valenciennes. Ces deux lignes fonctionnent tous les jours de la semaine (sauf le 1er mai) avec 1 passage toutes les 12 à 15 minutes, en période scolaire et de vacances scolaires.
- La création des lignes dites "Essentielles" : la ligne 3 relie l'Hôtel de Ville de Condé-sur-l'Escaut au Mont de Péruwelz à Vieux-Condé. La ligne 4 est une ligne à branches reliant le Collège Emile Littré de Douchy-les-Mines à l'arrêt "Roquebrune" situé à Rœulx et l'arrêt "Maroc" situé à Escaudain. La ligne 5 relie la gare de Valenciennes à la Place de Bruay-sur-l'Escaut. La ligne Corol est une ligne à boucle bidirectionnelle, reliant le centre commercial de Petite-Forêt aux communes d'Aubry-du-Hainaut, Valenciennes (desservant au passage son hôpital), Anzin, Beuvrages et Raismes. La circulaire A de la ligne Corol partira du centre commercial de Petite-Forêt en passant par Aubry-du-Hainaut, et la circulaire B passera par Beuvrages. Ces lignes fonctionnent tous les jours de la semaine (sauf le 1er mai) avec 1 passage toutes les 20 à 30 minutes, en période scolaire et de vacances scolaires.
- La création des lignes dites "Régulières" : numérotées de 10 à 20, ces lignes relient les communes éloignées aux principaux pôles de l'agglomération (gares, centres commerciaux...) ainsi qu'aux lignes structurantes (Tramway et Lianes), avec 1 passage toutes les 30 à 60 minutes tous les jours de la semaine (sauf le 1er mai), en période scolaire et de vacances scolaires.
- La création des lignes dites "Locales" : numérotées de 100 à 134 (avec des trous dans la numérotation), elles fonctionnent du Lundi au Samedi à raison de quelques courses par jour, en période scolaire uniquement.
- 5 Navettes de centre-ville gratuites voient le jour : trois navettes numérotées C1 à C3 (C pour "Le Cordon") desservent le centre-ville de Valenciennes, une navette nommée "Amanditour" dessert les principaux centres d'intérêts de Saint-Amand-les-Eaux, et une navette nommée "Villars Express" dessert les principaux centres d'intérêts de Denain, assurant au passage des correspondances avec la ligne T1 de Valenciennes aux stations "Espace Villars", "Jaurès" et "Place Gambetta".
- 2 Lignes Express voient également le jour : la ligne Illigo 1 relie l'Espace Villars de Denain à l'Université de Famars via la commune de Maing. La ligne Illigo 2 relie la gare de Valenciennes à la mairie de Hergnies via Condé-sur-l'Escaut et Viaux-Condé, en assurant une correspondance avec la ligne T2 du tramway de Valenciennes à la station "Le Boulon". Ces deux lignes ne circulent que pendant la période scolaire (sauf le 1er mai), c'est-à-dire de Septembre à Juin.
- 3 Navettes entreprises voient aussi le jour : la ligne A part de la station "Le Galibot" du T1 en desservant les entreprises de la zone d'activités de l'Aérodrome du Galibot à Rouvignies. La ligne G relie la gare de Saint-Amand-les-Eaux à l'entreprise GSK. La ligne H relie la station "Saint-Waast" de la ligne T1 du tramway au Centre Hospitalier de Valenciennes.

Concomitamment à cette restructuration du réseau, un service de transport à la demande nommé "flexTAD" est créé. Ce service permet de réserver un trajet de 3 semaines jusqu'à 30 minutes avant l'heure de départ souhaitée, au départ d'un arrêt défini à cet effet, afin de ce rendre à un autre de manière directe. Ce service fonctionne du Lundi au Samedi, de 6h30 à 20h30 (sauf les jours fériés). La réservation peut se faire sur l'application mobile "flex By Transvilles". Enfin, 8 zones de transports à la demande ont été créées, réparties sur 67 communes.
De plus, un autre service de transport à la demande spécialement conçu pour les salariés et leurs déplacements professionnels a été créé, nommé "flexPRO". Celui-ci fonctionne du lundi au vendredi (hors jours fériés et 1er mai) de 6h30 à 20h30 et jusque 21h30 dans la zone d’activité de la Vallée de l’Escaut. Ce service est séparé en 6 zones, toutes desservant différentes zones d'activités.
Un service nommé "flexO" a également été créé. Celui-ci est un service de transport sans réservation fonctionnant du Lundi au Samedi toute l’année (hors jours fériés et 1er mai) de 21h30 à 00h30, permettant de rejoindre depuis les quatre zones de départ situées à Condé-sur-l’Escaut, Denain, Saint-Amand-les-Eaux et Valenciennes. Les quatre zones de départs desservent 6 zones, de la Zone A à la Zone F.
Enfin, un service de transport collectif en circuits sur réservation destiné aux personnes présentant des handicaps moteurs ou visuels nommé "flexSésame" est créé. Celui-ci est disponible sur 82 communes, et fonctionne du Lundi au Samedi de 6h00 à 21h00, et le Dimanche de 8h00 à 20h00 (sauf le 1er mai).

## Réseau actuel

### Lianes
Lignes structurantes desservant les zones non desservies par le tramway de Valenciennes, avec une fréquence de passage de 12 à 15 minutes.
| Ligne | Caractéristiques | Caractéristiques                                                                                    | Caractéristiques                                                                                    | Caractéristiques                                                                                    | Caractéristiques                                                                                    | Caractéristiques                                                                                    | Caractéristiques                                                                                    | Caractéristiques                                                                                    | Caractéristiques                                                                                    |
| L1    | Petite-Forêt – Centre Commercial ⥋ Marly – Autoroute / Saultain – Château d'Eau | Petite-Forêt – Centre Commercial ⥋ Marly – Autoroute / Saultain – Château d'Eau                     | Petite-Forêt – Centre Commercial ⥋ Marly – Autoroute / Saultain – Château d'Eau                     | Petite-Forêt – Centre Commercial ⥋ Marly – Autoroute / Saultain – Château d'Eau                     | Petite-Forêt – Centre Commercial ⥋ Marly – Autoroute / Saultain – Château d'Eau                     | Petite-Forêt – Centre Commercial ⥋ Marly – Autoroute / Saultain – Château d'Eau                     | Petite-Forêt – Centre Commercial ⥋ Marly – Autoroute / Saultain – Château d'Eau                     | Petite-Forêt – Centre Commercial ⥋ Marly – Autoroute / Saultain – Château d'Eau                     | Petite-Forêt – Centre Commercial ⥋ Marly – Autoroute / Saultain – Château d'Eau                     |
| ----- | --- | --------------------------------------------------------------------------------------------------- | --------------------------------------------------------------------------------------------------- | --------------------------------------------------------------------------------------------------- | --------------------------------------------------------------------------------------------------- | --------------------------------------------------------------------------------------------------- | --------------------------------------------------------------------------------------------------- | --------------------------------------------------------------------------------------------------- | --------------------------------------------------------------------------------------------------- |
| L1    | Ouverture / Fermeture 8 juillet 2024 / — | Longueur —                                                                                          | Durée 30-50 min                                                                                     | Nb. d’arrêts 30                                                                                     | Matériel —                                                                                          | Jours de fonctionnement L, Ma, Me, J, V, S, D                                                       | Jour / Soir / Nuit / Fêtes O / O / N / O                                                            | Voy. / an —                                                                                         | Exploitant Keolis Hainaut Valenciennois                                                             |
| L1    | Desserte : - Communes : Petite-Forêt, Raismes, Anzin, Valenciennes, Marly et Saultain - Stations et gares desservies : Valenciennes - Gare (T1, T2 et TER Hauts-de-France) - Principaux lieux desservis : Centre Commercial de Petite-Forêt, Usine Alstom de Petite-Forêt (depuis l'arrêt "Bosquet"), Hôtel de Ville d'Anzin (depuis l'arrêt "Anzin - Place") et Centre-ville de Valenciennes | | | | | | | | |
| L1    | Autre : - Amplitude horaire et fréquence : - du lundi au vendredi en période scolaire : de 5 h 20 à 20 h 20 avec un passage toutes les 12-15 minutes. - du lundi au samedi en période de petites vacances scolaires : de 6 h 0 à 20 h 20 avec un passage toutes les 12-15 minutes. - du lundi au samedi en période de grandes vacances scolaires : de 6 h 0 à 20 h 20 avec un passage toutes les 20 minutes. - les dimanches et jours fériés : de 7 h 25 à 20 h 0 avec un passage toutes les 80 minutes. - Particularités : La section entre "Marly - Autoroute" et "Saultain - Château d'Eau" n'est desservie qu'à raison d'une dizaine de passages, du lundi au samedi, en période scolaire et de petites vacances scolaires. | | | | | | | | |
| L1    | Dernière actualisation : 17 avril 2025 | | | | | | | | |
| L2    | Valenciennes – Saint-Waast ⥋ Crespin – Ancienne Mairie / Onnaing – Les 4 Chasses / Quiévrain – Gare | Valenciennes – Saint-Waast ⥋ Crespin – Ancienne Mairie / Onnaing – Les 4 Chasses / Quiévrain – Gare | Valenciennes – Saint-Waast ⥋ Crespin – Ancienne Mairie / Onnaing – Les 4 Chasses / Quiévrain – Gare | Valenciennes – Saint-Waast ⥋ Crespin – Ancienne Mairie / Onnaing – Les 4 Chasses / Quiévrain – Gare | Valenciennes – Saint-Waast ⥋ Crespin – Ancienne Mairie / Onnaing – Les 4 Chasses / Quiévrain – Gare | Valenciennes – Saint-Waast ⥋ Crespin – Ancienne Mairie / Onnaing – Les 4 Chasses / Quiévrain – Gare | Valenciennes – Saint-Waast ⥋ Crespin – Ancienne Mairie / Onnaing – Les 4 Chasses / Quiévrain – Gare | Valenciennes – Saint-Waast ⥋ Crespin – Ancienne Mairie / Onnaing – Les 4 Chasses / Quiévrain – Gare | Valenciennes – Saint-Waast ⥋ Crespin – Ancienne Mairie / Onnaing – Les 4 Chasses / Quiévrain – Gare |
| L2    | Ouverture / Fermeture 8 juillet 2024 / — | Longueur —                                                                                          | Durée 30-55 min                                                                                     | Nb. d’arrêts 55                                                                                     | Matériel —                                                                                          | Jours de fonctionnement L, Ma, Me, J, V                                                             | Jour / Soir / Nuit / Fêtes O / O / N / O                                                            | Voy. / an —                                                                                         | Exploitant Keolis Hainaut Valenciennois                                                             |
| L2    | Desserte : - Communes : Valenciennes , Saint-Saulve, Onnaing, Quarouble, Quiévrechain, Crespin et Quiévrain (Belgique) - Stations et gares desservies : Saint-Waast (T1), Valenciennes - Gare (T1, T2 et TER Hauts-de-France) et Quiévrain - Principaux lieux desservis : Centre Hospitalier de Valenciennes, Centre-ville de Valenciennes, Eglise de Saint-Saulve, Collège Saint-Exupéry de Onnaing (depuis l'arrêt "Cité du Stade"), Centre-ville de Onnaing, Mairie de Quiévrechain, Site Alstom de Crespin et Hôtel de Ville de Crespin | | | | | | | | |
| L2    | Autre : - Amplitude horaire et fréquence : - du lundi au vendredi en période scolaire : de 5 h 45 à 20 h 30 avec un passage toutes les 12-15 minutes. - du lundi au samedi en période de petites vacances scolaires : de 5 h 55 à 20 h 15 avec un passage toutes les 12-15 à 30 minutes. - du lundi au samedi en période de grandes vacances scolaires : de 5 h 55 à 20 h 0 avec un passage toutes les 20 minutes. - les dimanches et jours fériés : de 8 h 0 à 20 h 55 avec un passage toutes les 60-120 minutes. - Particularités : - La section entre "Onnaing - Place" et "Crespin - Ancienne Mairie" n'est desservie qu'à raison d'une course sur deux, et est terminus et départ à "Saint-Waast". - La section entre "Onnaing - Place" et "Onnaing - Les 4 Chasses" n'est desservie qu'à raison d'une course sur deux, et est terminus et départ à "Saint-Waast". - La gare de Quiévrain n'est desservie que du lundi au vendredi en période scolaire, en heure de pointe uniquement, à raison de 3 courses par jours. | | | | | | | | |
| L2    | Dernière actualisation : 17 avril 2025 | | | | | | | | |

### Lignes Essentielles
Lignes reliant les communes éloignées aux principaux pôles du réseau avec une fréquence de passage de 20 à 30 minutes environ.
| Ligne   | Caractéristiques | Caractéristiques | Caractéristiques | Caractéristiques | Caractéristiques | Caractéristiques | Caractéristiques | Caractéristiques | Caractéristiques |
| 3       | Condé-sur-l'Escaut – Hôtel de Ville ⥋ Vieux-Condé – Mont de Péruwelz | Condé-sur-l'Escaut – Hôtel de Ville ⥋ Vieux-Condé – Mont de Péruwelz                                                                                 | Condé-sur-l'Escaut – Hôtel de Ville ⥋ Vieux-Condé – Mont de Péruwelz                                                                                 | Condé-sur-l'Escaut – Hôtel de Ville ⥋ Vieux-Condé – Mont de Péruwelz                                                                                 | Condé-sur-l'Escaut – Hôtel de Ville ⥋ Vieux-Condé – Mont de Péruwelz                                                                                 | Condé-sur-l'Escaut – Hôtel de Ville ⥋ Vieux-Condé – Mont de Péruwelz                                                                                 | Condé-sur-l'Escaut – Hôtel de Ville ⥋ Vieux-Condé – Mont de Péruwelz                                                                                 | Condé-sur-l'Escaut – Hôtel de Ville ⥋ Vieux-Condé – Mont de Péruwelz                                                                                 | Condé-sur-l'Escaut – Hôtel de Ville ⥋ Vieux-Condé – Mont de Péruwelz                                                                                 |
| ------- | --- | --- | --- | --- | --- | --- | --- | --- | --- |
| 3       | Ouverture / Fermeture 8 juillet 2024 / — | Longueur — | Durée 15-20 min | Nb. d’arrêts 18 | Matériel — | Jours de fonctionnement L, Ma, Me, J, V, S, D | Jour / Soir / Nuit / Fêtes O / N / N / O | Voy. / an — | Exploitant Keolis Hainaut Valenciennois |
| 3       | Desserte : - Communes : Condé-sur-l'Escaut et Vieux-Condé - Stations et gares desservies : Condé - Hôtel de Ville (T2), et Le Boulon (T2) - Principaux lieux desservis : Hôtel de Ville de Condé-sur-l'Escaut, Stade de Vieux-Condé et Centre-ville de Vieux-Condé. | | | | | | | | |
| 3       | Autre : - Amplitude horaire et fréquence : - du lundi au samedi en période scolaire : de 6 h 0 à 20 h 0 avec un passage toutes les 30-60 minutes. - du lundi au samedi en période de vacances scolaires : de 6 h 0 à 20 h 0 avec un passage toutes les 30-60 minutes. - dimanches et jours fériés : de 8 h 40 à 19 h 10 avec un passage toutes les 60 minutes. | | | | | | | | |
| 3       | Dernière actualisation : 17 avril 2025 | | | | | | | | |
| 4       | Douchy-les-Mines – Collège Emile Littré ⥋ Escaudain – Maroc / Roeulx – Roquebrune | Douchy-les-Mines – Collège Emile Littré ⥋ Escaudain – Maroc / Roeulx – Roquebrune                                                                    | Douchy-les-Mines – Collège Emile Littré ⥋ Escaudain – Maroc / Roeulx – Roquebrune                                                                    | Douchy-les-Mines – Collège Emile Littré ⥋ Escaudain – Maroc / Roeulx – Roquebrune                                                                    | Douchy-les-Mines – Collège Emile Littré ⥋ Escaudain – Maroc / Roeulx – Roquebrune                                                                    | Douchy-les-Mines – Collège Emile Littré ⥋ Escaudain – Maroc / Roeulx – Roquebrune                                                                    | Douchy-les-Mines – Collège Emile Littré ⥋ Escaudain – Maroc / Roeulx – Roquebrune                                                                    | Douchy-les-Mines – Collège Emile Littré ⥋ Escaudain – Maroc / Roeulx – Roquebrune                                                                    | Douchy-les-Mines – Collège Emile Littré ⥋ Escaudain – Maroc / Roeulx – Roquebrune                                                                    |
| 4       | Ouverture / Fermeture 8 juillet 2024 / — | Longueur — | Durée 30-40 min | Nb. d’arrêts 39 | Matériel — | Jours de fonctionnement L, Ma, Me, J, V, S, D | Jour / Soir / Nuit / Fêtes O / N / N / O | Voy. / an — | Exploitant Keolis Hainaut Valenciennois |
| 4       | Desserte : - Communes : Douchy-les-Mines, Haulchin, Denain, Lourches, Escaudain et Roeulx - Stations et gares desservies : Espace Villars (T1) et Lourches (TER Hauts-de-France) - Principaux lieux desservis : Collège Emile Littré de Douchy-les-Mines, Lycée Polyvalent de Denain, Centre-ville de Denain, Collège Voltaire de Lourches, Centre-ville de Lourches, Mairie de Roeulx et Place d'Escaudain | | | | | | | | |
| 4       | Autre : - Amplitude horaire et fréquence : - du lundi au vendredi en période scolaire : de 5 h 45 à 20 h 10 avec un passage toutes les 20 minutes en heures de pointe et toutes les 30 minutes en heures creuses. - du lundi au samedi en période de petites vacances scolaires : de 5 h 45 à 20 h 10 avec un passage toutes les 20 minutes en heures de pointe et toutes les 30 minutes en heures creuses. - du lundi au samedi en période de grandes vacances scolaires : de 5 h 45 à 20 h 10 avec un passage toutes les 30 minutes. - dimanches et jours fériés : de 8 h 40 à 20 h 0 avec un passage toutes les 80 minutes. - Particularités : 1 course sur 2 a pour origine ou terminus "Escaudain - Maroc" ou "Roeulx - Roquebrune". | | | | | | | | |
| 4       | Dernière actualisation : 17 avril 2025 | | | | | | | | |
| 5       | Valenciennes – Gare ⥋ Bruay-sur-l'Escaut – Place | Valenciennes – Gare ⥋ Bruay-sur-l'Escaut – Place | Valenciennes – Gare ⥋ Bruay-sur-l'Escaut – Place | Valenciennes – Gare ⥋ Bruay-sur-l'Escaut – Place | Valenciennes – Gare ⥋ Bruay-sur-l'Escaut – Place | Valenciennes – Gare ⥋ Bruay-sur-l'Escaut – Place | Valenciennes – Gare ⥋ Bruay-sur-l'Escaut – Place | Valenciennes – Gare ⥋ Bruay-sur-l'Escaut – Place | Valenciennes – Gare ⥋ Bruay-sur-l'Escaut – Place |
| 5       | Ouverture / Fermeture 8 juillet 2024 / — | Longueur — | Durée 25-30 min | Nb. d’arrêts 22 | Matériel — | Jours de fonctionnement L, Ma, Me, J, V, S, D | Jour / Soir / Nuit / Fêtes O / N / N / O | Voy. / an — | Exploitant Keolis Hainaut Valenciennois |
| 5       | Desserte : - Communes : Valenciennes, Saint-Saulve et Bruay-sur-l'Escaut - Stations et gares desservies : Valenciennes - Gare (T1, Ligne 2 du tramway de Valenciennes et TER Hauts-de-France) - Principaux lieux desservis : Place du Hainaut de Valenciennes, Gendarmerie de Valenciennes, Centre-ville de Saint-Saulve et Place de Bruay-sur-l'Escaut | | | | | | | | |
| 5       | Autre : - Amplitude horaire et fréquence : - du lundi au samedi en période scolaire : de 5 h 45 à 20 h 0 avec un passage toutes les 30 minutes. - du lundi au samedi en période de vacances scolaires : de 5 h 45 à 20 h 0 avec un passage toutes les 30 minutes. - dimanches et jours fériés : de 7 h 30 à 20 h 0 avec un passage toutes les 60 minutes | | | | | | | | |
| 5       | Dernière actualisation : 17 avril 2025 | | | | | | | | |
| Corol A | (Circulaire) Petite-Forêt – Centre Commercial ⥋ via Aubry - Place, Saint-Waast, Valenciennes - Hôpital, Anzin - Hôtel de Ville et Beuvrages - Centre | (Circulaire) Petite-Forêt – Centre Commercial ⥋ via Aubry - Place, Saint-Waast, Valenciennes - Hôpital, Anzin - Hôtel de Ville et Beuvrages - Centre | (Circulaire) Petite-Forêt – Centre Commercial ⥋ via Aubry - Place, Saint-Waast, Valenciennes - Hôpital, Anzin - Hôtel de Ville et Beuvrages - Centre | (Circulaire) Petite-Forêt – Centre Commercial ⥋ via Aubry - Place, Saint-Waast, Valenciennes - Hôpital, Anzin - Hôtel de Ville et Beuvrages - Centre | (Circulaire) Petite-Forêt – Centre Commercial ⥋ via Aubry - Place, Saint-Waast, Valenciennes - Hôpital, Anzin - Hôtel de Ville et Beuvrages - Centre | (Circulaire) Petite-Forêt – Centre Commercial ⥋ via Aubry - Place, Saint-Waast, Valenciennes - Hôpital, Anzin - Hôtel de Ville et Beuvrages - Centre | (Circulaire) Petite-Forêt – Centre Commercial ⥋ via Aubry - Place, Saint-Waast, Valenciennes - Hôpital, Anzin - Hôtel de Ville et Beuvrages - Centre | (Circulaire) Petite-Forêt – Centre Commercial ⥋ via Aubry - Place, Saint-Waast, Valenciennes - Hôpital, Anzin - Hôtel de Ville et Beuvrages - Centre | (Circulaire) Petite-Forêt – Centre Commercial ⥋ via Aubry - Place, Saint-Waast, Valenciennes - Hôpital, Anzin - Hôtel de Ville et Beuvrages - Centre |
| Corol A | Ouverture / Fermeture 8 juillet 2024 / — | Longueur — | Durée 40-50 min | Nb. d’arrêts 34 | Matériel — | Jours de fonctionnement L, Ma, Me, J, V, S, D | Jour / Soir / Nuit / Fêtes O / N / N / O | Voy. / an — | Exploitant Keolis Hainaut Valenciennois |
| Corol A | Desserte : - Communes : Petite-Forêt, Aubry-du-Hainaut, Valenciennes, Anzin, Beuvrages et Raismes - Stations et gares desservies : Saint-Waast (T1), Valenciennes – Gare (T1, T2 et TER Hauts-de-France) et Centre des Congrès (T2) - Principaux lieux desservis : Centre Commercial de Petite-Forêt, Centre-ville de Petite-Forêt, Centre-ville de Aubry-du-Hainaut, Centre Hospitalier de Valenciennes, Hôtel de Ville d'Anzin, Centre-ville d'Anzin, Centre des Congrès de Valenciennes, Centre-ville de Beuvrages et Usine Alstom de Raismes (depuis l'arrêt "Bosquet") | | | | | | | | |
| Corol A | Autre : - Amplitude horaire et fréquence : - du lundi au vendredi en période scolaire : de 6 h 0 à 20 h 0 avec un passage toutes les 20 minutes en heures de pointe et toutes les 30 minutes en heures creuses. - du lundi au samedi en période de vacances scolaires : de 6 h 0 à 20 h 0 avec un passage toutes les 30 minutes. - dimanches et jours fériés : de 8 h 0 à 19 h 0 avec un passage toutes les 60 minutes. | | | | | | | | |
| Corol A | Dernière actualisation : 17 avril 2025 | | | | | | | | |
| Corol B | (Circulaire) Petite-Forêt – Centre Commercial ⥋ via Beuvrages - Centre, Anzin - Hôtel de Ville, Valenciennes - Hôpital, Saint-Waast et Aubry - Place | (Circulaire) Petite-Forêt – Centre Commercial ⥋ via Beuvrages - Centre, Anzin - Hôtel de Ville, Valenciennes - Hôpital, Saint-Waast et Aubry - Place | (Circulaire) Petite-Forêt – Centre Commercial ⥋ via Beuvrages - Centre, Anzin - Hôtel de Ville, Valenciennes - Hôpital, Saint-Waast et Aubry - Place | (Circulaire) Petite-Forêt – Centre Commercial ⥋ via Beuvrages - Centre, Anzin - Hôtel de Ville, Valenciennes - Hôpital, Saint-Waast et Aubry - Place | (Circulaire) Petite-Forêt – Centre Commercial ⥋ via Beuvrages - Centre, Anzin - Hôtel de Ville, Valenciennes - Hôpital, Saint-Waast et Aubry - Place | (Circulaire) Petite-Forêt – Centre Commercial ⥋ via Beuvrages - Centre, Anzin - Hôtel de Ville, Valenciennes - Hôpital, Saint-Waast et Aubry - Place | (Circulaire) Petite-Forêt – Centre Commercial ⥋ via Beuvrages - Centre, Anzin - Hôtel de Ville, Valenciennes - Hôpital, Saint-Waast et Aubry - Place | (Circulaire) Petite-Forêt – Centre Commercial ⥋ via Beuvrages - Centre, Anzin - Hôtel de Ville, Valenciennes - Hôpital, Saint-Waast et Aubry - Place | (Circulaire) Petite-Forêt – Centre Commercial ⥋ via Beuvrages - Centre, Anzin - Hôtel de Ville, Valenciennes - Hôpital, Saint-Waast et Aubry - Place |
| Corol B | Ouverture / Fermeture 8 juillet 2024 / — | Longueur — | Durée 40-50 min | Nb. d’arrêts 34 | Matériel — | Jours de fonctionnement L, Ma, Me, J, V, S, D | Jour / Soir / Nuit / Fêtes O / N / N / O | Voy. / an — | Exploitant Keolis Hainaut Valenciennois |
| Corol B | Desserte : - Communes : Petite-Forêt, Aubry-du-Hainaut, Valenciennes, Anzin, Beuvrages et Raismes - Stations et gares desservies : Saint-Waast (T1), Valenciennes – Gare (T1, T2 et TER Hauts-de-France) et Centre des Congrès (T2) - Principaux lieux desservis : Centre Commercial de Petite-Forêt, Centre-ville de Petite-Forêt, Centre-ville de Aubry-du-Hainaut, Centre Hospitalier de Valenciennes, Hôtel de Ville d'Anzin, Centre-ville d'Anzin, Centre des Congrès de Valenciennes, Centre-ville de Beuvrages et Usine Alstom de Raismes (depuis l'arrêt "Bosquet") | | | | | | | | |
| Corol B | Autre : - Amplitude horaire et fréquence : - du lundi au vendredi en période scolaire : de 6 h 0 à 20 h 0 avec un passage toutes les 20 minutes en heures de pointe et toutes les 30 minutes en heures creuses. - du lundi au samedi en période de vacances scolaires : de 6 h 0 à 20 h 0 avec un passage toutes les 30 minutes. - dimanches et jours fériés : de 8 h 0 à 19 h 0 avec un passage toutes les 60 minutes. | | | | | | | | |
| Corol B | Dernière actualisation : 17 avril 2025 | | | | | | | | |

### Lignes Régulières
Lignes desservant les communes éloignées du centre du réseau, avec une fréquence de passage de 30 à 60 minutes environ.
| Ligne | Caractéristiques | Caractéristiques                                                                   | Caractéristiques                                                                   | Caractéristiques                                                                   | Caractéristiques                                                                   | Caractéristiques                                                                   | Caractéristiques                                                                   | Caractéristiques                                                                   | Caractéristiques                                                                   |
| 10    | Bruay-sur-l'Escaut – Place ⥋ Petite-Forêt – Centre Commercial | Bruay-sur-l'Escaut – Place ⥋ Petite-Forêt – Centre Commercial                      | Bruay-sur-l'Escaut – Place ⥋ Petite-Forêt – Centre Commercial                      | Bruay-sur-l'Escaut – Place ⥋ Petite-Forêt – Centre Commercial                      | Bruay-sur-l'Escaut – Place ⥋ Petite-Forêt – Centre Commercial                      | Bruay-sur-l'Escaut – Place ⥋ Petite-Forêt – Centre Commercial                      | Bruay-sur-l'Escaut – Place ⥋ Petite-Forêt – Centre Commercial                      | Bruay-sur-l'Escaut – Place ⥋ Petite-Forêt – Centre Commercial                      | Bruay-sur-l'Escaut – Place ⥋ Petite-Forêt – Centre Commercial                      |
| ----- | --- | ---------------------------------------------------------------------------------- | ---------------------------------------------------------------------------------- | ---------------------------------------------------------------------------------- | ---------------------------------------------------------------------------------- | ---------------------------------------------------------------------------------- | ---------------------------------------------------------------------------------- | ---------------------------------------------------------------------------------- | ---------------------------------------------------------------------------------- |
| 10    | Ouverture / Fermeture 8 juillet 2024 / — | Longueur —                                                                         | Durée 20-25 min                                                                    | Nb. d’arrêts 19                                                                    | Matériel —                                                                         | Jours de fonctionnement L, Ma, Me, J, V, S, D                                      | Jour / Soir / Nuit / Fêtes O / N / N / O                                           | Voy. / an —                                                                        | Exploitant Keolis Hainaut Valenciennois                                            |
| 10    | Desserte : - Communes : Bruay-sur-l'Escaut, Raismes et Petite-Forêt - Stations et gares desservies : Bruay Place (T2) - Principaux lieux desservis : Place de Bruay-sur-l'Escaut, Centre-ville de Raismes, Usine Alstom de Petite-Forêt (depuis l'arrêt "Bosquet") et Centre Commercial de Petite-Forêt |                                                                                    |                                                                                    |                                                                                    |                                                                                    |                                                                                    |                                                                                    |                                                                                    |                                                                                    |
| 10    | Autre : - Amplitude horaire et fréquence : - du lundi au vendredi en période scolaire : de 6 h 0 à 20 h 0 avec un passage toutes les 30 minutes en heure de pointe et toutes les 60 minutes en heure creuse. - samedis scolaires et du lundi au samedi en période de petites vacances scolaires : de 6 h 0 à 20 h 0 avec un passage toutes les 30 minutes en heure de pointe et toutes les 60 minutes en heure creuse. - du lundi au samedi en période de grandes vacances scolaires : de 5 h 55 à 20 h 20 avec un passage toutes les 60 minutes. - dimanches et jours fériés : de 8 h 55 à 19 h 20 avec un passage toutes les 60 minutes. |                                                                                    |                                                                                    |                                                                                    |                                                                                    |                                                                                    |                                                                                    |                                                                                    |                                                                                    |
| 10    | Dernière actualisation : 19 avril 2025 |                                                                                    |                                                                                    |                                                                                    |                                                                                    |                                                                                    |                                                                                    |                                                                                    |                                                                                    |
| 11    | Trith-Saint-Léger – De Vinci ⥋ Valenciennes – Gare | Trith-Saint-Léger – De Vinci ⥋ Valenciennes – Gare                                 | Trith-Saint-Léger – De Vinci ⥋ Valenciennes – Gare                                 | Trith-Saint-Léger – De Vinci ⥋ Valenciennes – Gare                                 | Trith-Saint-Léger – De Vinci ⥋ Valenciennes – Gare                                 | Trith-Saint-Léger – De Vinci ⥋ Valenciennes – Gare                                 | Trith-Saint-Léger – De Vinci ⥋ Valenciennes – Gare                                 | Trith-Saint-Léger – De Vinci ⥋ Valenciennes – Gare                                 | Trith-Saint-Léger – De Vinci ⥋ Valenciennes – Gare                                 |
| 11    | Ouverture / Fermeture 8 juillet 2024 / — | Longueur —                                                                         | Durée 15-20 min                                                                    | Nb. d’arrêts 17                                                                    | Matériel —                                                                         | Jours de fonctionnement L, Ma, Me, J, V, S                                         | Jour / Soir / Nuit / Fêtes O / N / N / N                                           | Voy. / an —                                                                        | Exploitant Keolis Hainaut Valenciennois                                            |
| 11    | Desserte : - Communes : Trith-Saint-Léger, La Sentinelle et Valenciennes - Stations et gares desservies : Trith – Gare (TER Hauts-de-France) et Valenciennes – Gare (T1, T2 et TER Hauts-de-France) - Principaux lieux desservis : Centre-ville de Trith-Saint-Léger, Parc d'Activités de l'Aéroport Le Galibot (depuis l'arrêt "7 Chemins"), Centre Hospitalier de Valenciennes (depuis l'arrêt "Esplanade") et Centre-ville de Valenciennes |                                                                                    |                                                                                    |                                                                                    |                                                                                    |                                                                                    |                                                                                    |                                                                                    |                                                                                    |
| 11    | Autre : - Amplitude horaire et fréquence : - du lundi au vendredi en période scolaire : de 5 h 45 à 20 h 15 avec un passage toutes les 30 minutes en heure de pointe et toutes les 60 minutes en heure creuse. - du lundi au vendredi en période de vacances scolaires : de 5 h 45 à 20 h 15 avec un passage toutes les 30 minutes en heure de pointe et toutes les 60 minutes en heure creuse. - les samedis : de 5 h 45 à 19 h 15 avec un passage toutes les 60 minutes. |                                                                                    |                                                                                    |                                                                                    |                                                                                    |                                                                                    |                                                                                    |                                                                                    |                                                                                    |
| 11    | Dernière actualisation : 19 avril 2025 |                                                                                    |                                                                                    |                                                                                    |                                                                                    |                                                                                    |                                                                                    |                                                                                    |                                                                                    |
| 12    | Saint-Amand-les-Eaux – Elnon ⥋ Anzin – Hôtel de Ville | Saint-Amand-les-Eaux – Elnon ⥋ Anzin – Hôtel de Ville                              | Saint-Amand-les-Eaux – Elnon ⥋ Anzin – Hôtel de Ville                              | Saint-Amand-les-Eaux – Elnon ⥋ Anzin – Hôtel de Ville                              | Saint-Amand-les-Eaux – Elnon ⥋ Anzin – Hôtel de Ville                              | Saint-Amand-les-Eaux – Elnon ⥋ Anzin – Hôtel de Ville                              | Saint-Amand-les-Eaux – Elnon ⥋ Anzin – Hôtel de Ville                              | Saint-Amand-les-Eaux – Elnon ⥋ Anzin – Hôtel de Ville                              | Saint-Amand-les-Eaux – Elnon ⥋ Anzin – Hôtel de Ville                              |
| 12    | Ouverture / Fermeture 8 juillet 2024 / — | Longueur —                                                                         | Durée 40-55 min                                                                    | Nb. d’arrêts 38                                                                    | Matériel —                                                                         | Jours de fonctionnement L, Ma, Me, J, V, S, D                                      | Jour / Soir / Nuit / Fêtes O / N / N / O                                           | Voy. / an —                                                                        | Exploitant Keolis Hainaut Valenciennois                                            |
| 12    | Desserte : - Communes : Saint-Amand-les-Eaux, Raismes, Petite-Forêt et Anzin - Stations et gares desservies : Saint-Amand-les-Eaux SNCF (TER Hauts-de-France), Raismes SNCF (TER Hauts-de-France) et Anzin Hôtel de Ville (T1) - Principaux lieux desservis : Centre-ville de Saint-Amand-les-Eaux, Ancien site minier de Vicoigne, Usine Alstom de Petite-Forêt et Centre commercial de Petite-Forêt |                                                                                    |                                                                                    |                                                                                    |                                                                                    |                                                                                    |                                                                                    |                                                                                    |                                                                                    |
| 12    | Autre : - Amplitude horaire et fréquence : - du lundi au vendredi en période scolaire et de petites vacances scolaires : de 6 h 0 à 19 h 5 avec un passage toutes les 30 minutes en heures de pointe et toutes les 60 minutes en heures creuses. - les samedis en période scolaire et de petites vacances scolaires : de 6 h 0 à 19 h 0 avec un passage toutes les 60 minutes. - du lundi au samedi en période de grandes vacances scolaires : de 6 h 0 à 18 h 0 avec un passage toutes les 90 minutes. - dimanches et jours fériés : de 9 h 0 à 18 h 45 avec un passage toutes les 90 minutes. - Particularités : - La desserte des arrêts Alstom, "Michel Chasles" et "Rue Laplace" n'est effectuée qu'aux heures de pointes du lundi au vendredi en période scolaire et de petites vacances scolaires. |                                                                                    |                                                                                    |                                                                                    |                                                                                    |                                                                                    |                                                                                    |                                                                                    |                                                                                    |
| 12    | Dernière actualisation : 19 avril 2025 |                                                                                    |                                                                                    |                                                                                    |                                                                                    |                                                                                    |                                                                                    |                                                                                    |                                                                                    |
| 13    | Valenciennes – Gare ⥋ Famars – Université | Valenciennes – Gare ⥋ Famars – Université                                          | Valenciennes – Gare ⥋ Famars – Université                                          | Valenciennes – Gare ⥋ Famars – Université                                          | Valenciennes – Gare ⥋ Famars – Université                                          | Valenciennes – Gare ⥋ Famars – Université                                          | Valenciennes – Gare ⥋ Famars – Université                                          | Valenciennes – Gare ⥋ Famars – Université                                          | Valenciennes – Gare ⥋ Famars – Université                                          |
| 13    | Ouverture / Fermeture 8 juillet 2024 / — | Longueur —                                                                         | Durée 20-30 min                                                                    | Nb. d’arrêts 19                                                                    | Matériel —                                                                         | Jours de fonctionnement L, Ma, Me, J, V, S                                         | Jour / Soir / Nuit / Fêtes O / N / N / N                                           | Voy. / an —                                                                        | Exploitant Keolis Hainaut Valenciennois                                            |
| 13    | Desserte : - Communes : Valenciennes, Marly, Aulnoy-lez-Valenciennes et Famars - Stations et gares desservies : Valenciennes – Gare (T1, T2 et TER Hauts-de-France) et Famars – Université (T1 et T2) - Principaux lieux desservis : Centre-ville de Valenciennes, Sous-Préfecture du Nord (depuis l'arrêt "Canada"), Stade Nungesser de Valenciennes, Centre-ville d'Aulnoy-lez-Valenciennes et Université de Famars |                                                                                    |                                                                                    |                                                                                    |                                                                                    |                                                                                    |                                                                                    |                                                                                    |                                                                                    |
| 13    | Autre : - Amplitude horaire et fréquence : - du lundi au vendredi en période scolaire : de 6 h 10 à 20 h 45 avec un passage toutes les 30 minutes en heure de pointe et toutes les 60 minutes en heure creuse. - samedis scolaires et du lundi au samedi en période de vacances scolaires : de 6 h 10 à 20 h 45 avec un passage toutes les 30 minutes en heure de pointe et toutes les 60 minutes en heure creuse. - Particularités : - Certaines courses desservent l'arrêt "Route d'Aulnoy". |                                                                                    |                                                                                    |                                                                                    |                                                                                    |                                                                                    |                                                                                    |                                                                                    |                                                                                    |
| 13    | Dernière actualisation : 19 avril 2025 |                                                                                    |                                                                                    |                                                                                    |                                                                                    |                                                                                    |                                                                                    |                                                                                    |                                                                                    |
| 14    | Fresnes-sur-l'Escaut – Plateau ⥋ Condé-sur-l'Escaut – Bonsecours / Péruwelz – Gare | Fresnes-sur-l'Escaut – Plateau ⥋ Condé-sur-l'Escaut – Bonsecours / Péruwelz – Gare | Fresnes-sur-l'Escaut – Plateau ⥋ Condé-sur-l'Escaut – Bonsecours / Péruwelz – Gare | Fresnes-sur-l'Escaut – Plateau ⥋ Condé-sur-l'Escaut – Bonsecours / Péruwelz – Gare | Fresnes-sur-l'Escaut – Plateau ⥋ Condé-sur-l'Escaut – Bonsecours / Péruwelz – Gare | Fresnes-sur-l'Escaut – Plateau ⥋ Condé-sur-l'Escaut – Bonsecours / Péruwelz – Gare | Fresnes-sur-l'Escaut – Plateau ⥋ Condé-sur-l'Escaut – Bonsecours / Péruwelz – Gare | Fresnes-sur-l'Escaut – Plateau ⥋ Condé-sur-l'Escaut – Bonsecours / Péruwelz – Gare | Fresnes-sur-l'Escaut – Plateau ⥋ Condé-sur-l'Escaut – Bonsecours / Péruwelz – Gare |
| 14    | Ouverture / Fermeture 8 juillet 2024 / — | Longueur —                                                                         | Durée 40-50 min                                                                    | Nb. d’arrêts 30                                                                    | Matériel —                                                                         | Jours de fonctionnement L, Ma, Me, J, V, S, D                                      | Jour / Soir / Nuit / Fêtes O / N / N / N                                           | Voy. / an —                                                                        | Exploitant Keolis Hainaut Valenciennois                                            |
| 14    | Desserte : - Communes : Fresnes-sur-l'Escaut, Vieux-Condé, Condé-sur-l'Escaut et Péruwelz (Belgique) - Stations et gares desservies : Fresnes Mairie (T2), Le Boulon (T2), Hameau de Macou (T2) et Péruwelz – Gare (IC) - Principaux lieux desservis : Mairie de Fresnes-sur-l'Escaut, Centre-ville de Fresnes-sur-l'Escaut, Lycée du Pays de Condé de Condé-sur-l'Escaut, Centre-ville de Condé-sur-l'Escaut, Institut Technique de Péruwelz et Place de Péruwelz. |                                                                                    |                                                                                    |                                                                                    |                                                                                    |                                                                                    |                                                                                    |                                                                                    |                                                                                    |
| 14    | Autre : - Amplitude horaire et fréquence : - du lundi au vendredi : de 6 h 5 à 19 h 0 avec un passage toutes les 60 minutes. - les samedis : de 7 h 0 à 18 h 5 avec un passage toutes les 60 minutes. - Particularités : - La gare de Péruwelz n'est desservie que par quelques courses. |                                                                                    |                                                                                    |                                                                                    |                                                                                    |                                                                                    |                                                                                    |                                                                                    |                                                                                    |
| 14    | Dernière actualisation : 19 avril 2025 |                                                                                    |                                                                                    |                                                                                    |                                                                                    |                                                                                    |                                                                                    |                                                                                    |                                                                                    |
| 15    | Neuville-sur-Escaut – Cimetière ⥋ Haulchin – Racine | Neuville-sur-Escaut – Cimetière ⥋ Haulchin – Racine                                | Neuville-sur-Escaut – Cimetière ⥋ Haulchin – Racine                                | Neuville-sur-Escaut – Cimetière ⥋ Haulchin – Racine                                | Neuville-sur-Escaut – Cimetière ⥋ Haulchin – Racine                                | Neuville-sur-Escaut – Cimetière ⥋ Haulchin – Racine                                | Neuville-sur-Escaut – Cimetière ⥋ Haulchin – Racine                                | Neuville-sur-Escaut – Cimetière ⥋ Haulchin – Racine                                | Neuville-sur-Escaut – Cimetière ⥋ Haulchin – Racine                                |
| 15    | Ouverture / Fermeture 8 juillet 2024 / — | Longueur —                                                                         | Durée 25-30 min                                                                    | Nb. d’arrêts 19                                                                    | Matériel —                                                                         | Jours de fonctionnement L, Ma, Me, J, V, S                                         | Jour / Soir / Nuit / Fêtes O / N / N / N                                           | Voy. / an —                                                                        | Exploitant Keolis Hainaut Valenciennois                                            |
| 15    | Desserte : - Communes : Neuville-sur-Escaut, Lourches, Escaudain, Denain et Haulchin - Stations et gares desservies : Éclaireur (Gare de Lourches à pied, TER Hauts-de-France) et Espace Villars (T1). - Principaux lieux desservis : Mairie de Neuville-sur-l'Escaut, Fosse de Rœulx et Lycée Polyvalent de Denain |                                                                                    |                                                                                    |                                                                                    |                                                                                    |                                                                                    |                                                                                    |                                                                                    |                                                                                    |
| 15    | Autre : - Amplitude horaire et fréquence : - du lundi au samedi en période scolaire : de 6 h 10 à 20 h 20 avec un passage toutes les 60 minutes. |                                                                                    |                                                                                    |                                                                                    |                                                                                    |                                                                                    |                                                                                    |                                                                                    |                                                                                    |
| 15    | Dernière actualisation : 19 avril 2025 |                                                                                    |                                                                                    |                                                                                    |                                                                                    |                                                                                    |                                                                                    |                                                                                    |                                                                                    |
| 16    | Valenciennes – Gare ⥋ Denain – Espace Villars / Trith-Saint-Léger – De Vinci | Valenciennes – Gare ⥋ Denain – Espace Villars / Trith-Saint-Léger – De Vinci       | Valenciennes – Gare ⥋ Denain – Espace Villars / Trith-Saint-Léger – De Vinci       | Valenciennes – Gare ⥋ Denain – Espace Villars / Trith-Saint-Léger – De Vinci       | Valenciennes – Gare ⥋ Denain – Espace Villars / Trith-Saint-Léger – De Vinci       | Valenciennes – Gare ⥋ Denain – Espace Villars / Trith-Saint-Léger – De Vinci       | Valenciennes – Gare ⥋ Denain – Espace Villars / Trith-Saint-Léger – De Vinci       | Valenciennes – Gare ⥋ Denain – Espace Villars / Trith-Saint-Léger – De Vinci       | Valenciennes – Gare ⥋ Denain – Espace Villars / Trith-Saint-Léger – De Vinci       |
| 16    | Ouverture / Fermeture 8 juillet 2024 / — | Longueur —                                                                         | Durée 25-55 min                                                                    | Nb. d’arrêts 46                                                                    | Matériel —                                                                         | Jours de fonctionnement L, Ma, Me, J, V, D                                         | Jour / Soir / Nuit / Fêtes O / N / N / O                                           | Voy. / an —                                                                        | Exploitant Keolis Hainaut Valenciennois                                            |
| 16    | Desserte : - Communes : Valenciennes, Trith-Saint-Léger, Aulnoy-lez-Valenciennes, Maing, Prouvy, Rouvignies, Wavrechain-sous-Denain et Denain - Stations et gares desservies : Valenciennes – Gare (T1, T2 et TER Hauts-de-France), Vosges (T2), Poirier Gare (TER Hauts-de-France), Résidence Universitaire (Station "Campus Mont Houy" à pied, T1 et T2), Trith Gare (TER Hauts-de-France), Prouvy Gare (TER Hauts-de-France) et Espace Villars (T1) |                                                                                    |                                                                                    |                                                                                    |                                                                                    |                                                                                    |                                                                                    |                                                                                    |                                                                                    |
| 16    | Autre : - Amplitude horaire et fréquence : - du lundi au vendredi en période scolaire et de petites vacances scolaires : de 5 h 35 à 20 h 5 avec un passage toutes les 30 minutes en heure de pointe et toutes les 60 minutes en heure creuse. - les samedis et du lundi au vendredi en période de grandes vacances scolaires : de 5 h 55 à 20 h 15 avec un passage toutes les 60 minutes. - dimanches et jours fériés : de 13 h 5 à 17 h 35 avec un passage toutes les 90 minutes. - Particularités : - Les dimanches et jours fériés, la ligne est limitée entre "Valenciennes – Gare" et "Trith – De Vinci". |                                                                                    |                                                                                    |                                                                                    |                                                                                    |                                                                                    |                                                                                    |                                                                                    |                                                                                    |
| 16    | Dernière actualisation : 19 avril 2025 |                                                                                    |                                                                                    |                                                                                    |                                                                                    |                                                                                    |                                                                                    |                                                                                    |                                                                                    |
| 17    | Denain – Espace Villars ⥋ Famars – Université | Denain – Espace Villars ⥋ Famars – Université                                      | Denain – Espace Villars ⥋ Famars – Université                                      | Denain – Espace Villars ⥋ Famars – Université                                      | Denain – Espace Villars ⥋ Famars – Université                                      | Denain – Espace Villars ⥋ Famars – Université                                      | Denain – Espace Villars ⥋ Famars – Université                                      | Denain – Espace Villars ⥋ Famars – Université                                      | Denain – Espace Villars ⥋ Famars – Université                                      |
| 17    | Ouverture / Fermeture 8 juillet 2024 / — | Longueur —                                                                         | Durée 40-45 min                                                                    | Nb. d’arrêts 21                                                                    | Matériel —                                                                         | Jours de fonctionnement L, Ma, Me, J, V, S                                         | Jour / Soir / Nuit / Fêtes O / N / N / N                                           | Voy. / an —                                                                        | Exploitant Keolis Hainaut Valenciennois                                            |
| 17    | Desserte : - Communes : Denain, Haulchin, Thiant, Maing et Famars - Stations et gares desservies : Espace Villars (T1) et Famars Université (T1 et T2) - Principaux lieux desservis : Lycée Kastler de Denain, Centre-ville de Haulchin, Cité Usinor de Haulchin, Centre-ville de Thiant, Collège Jean-Jacques Rousseau de Thiant, Mairie de Maing, Résidence Universitaire de Famars et Université de Famars |                                                                                    |                                                                                    |                                                                                    |                                                                                    |                                                                                    |                                                                                    |                                                                                    |                                                                                    |
| 17    | Autre : - Amplitude horaire et fréquence : - du lundi au vendredi en période scolaire et de petites vacances scolaires : de 6 h 5 à 20 h 20 avec un passage toutes les 60 minutes en heure de pointe et toutes les 80 minutes en heure creuse. - les samedis scolaires et du lundi au samedi en période de vacances scolaires : de 6 h 5 à 20 h 20 avec un passage toutes les 60 minutes en heure de pointe et toutes les 80 minutes en heure creuse. |                                                                                    |                                                                                    |                                                                                    |                                                                                    |                                                                                    |                                                                                    |                                                                                    |                                                                                    |
| 17    | Dernière actualisation : 19 avril 2025 |                                                                                    |                                                                                    |                                                                                    |                                                                                    |                                                                                    |                                                                                    |                                                                                    |                                                                                    |
| 18    | Émerchicourt – Mairie / Abscon – République ⥋ Denain – Espace Villars | Émerchicourt – Mairie / Abscon – République ⥋ Denain – Espace Villars              | Émerchicourt – Mairie / Abscon – République ⥋ Denain – Espace Villars              | Émerchicourt – Mairie / Abscon – République ⥋ Denain – Espace Villars              | Émerchicourt – Mairie / Abscon – République ⥋ Denain – Espace Villars              | Émerchicourt – Mairie / Abscon – République ⥋ Denain – Espace Villars              | Émerchicourt – Mairie / Abscon – République ⥋ Denain – Espace Villars              | Émerchicourt – Mairie / Abscon – République ⥋ Denain – Espace Villars              | Émerchicourt – Mairie / Abscon – République ⥋ Denain – Espace Villars              |
| 18    | Ouverture / Fermeture 8 juillet 2024 / — | Longueur —                                                                         | Durée 25-40 min                                                                    | Nb. d’arrêts 22                                                                    | Matériel —                                                                         | Jours de fonctionnement L, Ma, Me, J, V, S                                         | Jour / Soir / Nuit / Fêtes O / N / N / N                                           | Voy. / an —                                                                        | Exploitant Keolis Hainaut Valenciennois                                            |
| 18    | Desserte : - Communes : Émerchicourt, Mastaing, Abscon, Escaudain et Denain - Stations et gares desservies : Gare du Nord (TER Hauts-de-France), Jaurès (T1) et Espace Villars (T1) - Principaux lieux desservis : Mairie d'Émerchicourt, Mairie de Mastaing, Centre-ville d'Abscon, Centre-ville d'Escaudain et Hôpital de Denain |                                                                                    |                                                                                    |                                                                                    |                                                                                    |                                                                                    |                                                                                    |                                                                                    |                                                                                    |
| 18    | Autre : - Amplitude horaire et fréquence : - du lundi au vendredi en période scolaire : de 6 h 10 à 20 h 0 avec un passage toutes les 60 minutes en heure de pointe et toutes les 90 minutes en heure creuse. - les samedis en période scolaire : de 6 h 10 à 20 h 0 avec un passage toutes les 60 minutes en heure de pointe et toutes les 90 minutes en heure creuse. - du lundi au samedi en période de vacances scolaires : de 6 h 20 à 7 h 20, puis de 12 h 25 à 13 h 5, et de 17 h 25 à 18 h 30. - Particularités : - Du lundi au samedi en période de vacances scolaires, la ligne est limitée entre "Denain – Espace Villars" et "Abscon – République". |                                                                                    |                                                                                    |                                                                                    |                                                                                    |                                                                                    |                                                                                    |                                                                                    |                                                                                    |
| 18    | Dernière actualisation : 19 avril 2025 |                                                                                    |                                                                                    |                                                                                    |                                                                                    |                                                                                    |                                                                                    |                                                                                    |                                                                                    |
| 19    | Saint-Amand-les-Eaux – Centre Thermal ⥋ Hasnon – Grand Bray | Saint-Amand-les-Eaux – Centre Thermal ⥋ Hasnon – Grand Bray                        | Saint-Amand-les-Eaux – Centre Thermal ⥋ Hasnon – Grand Bray                        | Saint-Amand-les-Eaux – Centre Thermal ⥋ Hasnon – Grand Bray                        | Saint-Amand-les-Eaux – Centre Thermal ⥋ Hasnon – Grand Bray                        | Saint-Amand-les-Eaux – Centre Thermal ⥋ Hasnon – Grand Bray                        | Saint-Amand-les-Eaux – Centre Thermal ⥋ Hasnon – Grand Bray                        | Saint-Amand-les-Eaux – Centre Thermal ⥋ Hasnon – Grand Bray                        | Saint-Amand-les-Eaux – Centre Thermal ⥋ Hasnon – Grand Bray                        |
| 19    | Ouverture / Fermeture 8 juillet 2024 / — | Longueur —                                                                         | Durée 30-35 min                                                                    | Nb. d’arrêts 25                                                                    | Matériel —                                                                         | Jours de fonctionnement L, Ma, Me, J, V, S                                         | Jour / Soir / Nuit / Fêtes O / N / N / N                                           | Voy. / an —                                                                        | Exploitant Keolis Hainaut Valenciennois                                            |
| 19    | Desserte : - Communes : Saint-Amand-les-Eaux, Millonfosse et Hasnon - Stations et gares desservies : Saint-Amand-les-Eaux SNCF (TER Hauts-de-France) - Principaux lieux desservis : Lycée Couteaux de Saint-Amand-les-Eaux, Hôpital de Saint-Amand-les-Eaux, Collège du Moulin Blanc de Saint-Amand-les-Eaux, Parc d'Activités du Moulin Blanc de Saint-Amand-les-Eaux, Écoles de Millonfosse et Centre-ville de Hasnon |                                                                                    |                                                                                    |                                                                                    |                                                                                    |                                                                                    |                                                                                    |                                                                                    |                                                                                    |
| 19    | Autre : - Amplitude horaire et fréquence : - du lundi au samedi : de 6 h 15 à 19 h 5 avec un passage toutes les 60 minutes. - Particularités : - Les arrêts "Rue de la Bruyère" et "PA du Moulin Blanc" ne sont desservis que le matin et le soir uniquement. |                                                                                    |                                                                                    |                                                                                    |                                                                                    |                                                                                    |                                                                                    |                                                                                    |                                                                                    |
| 19    | Dernière actualisation : 19 avril 2025 |                                                                                    |                                                                                    |                                                                                    |                                                                                    |                                                                                    |                                                                                    |                                                                                    |                                                                                    |
| 20    | Valenciennes – Sainte-Catherine ⥋ Wallers – Hertain | Valenciennes – Sainte-Catherine ⥋ Wallers – Hertain                                | Valenciennes – Sainte-Catherine ⥋ Wallers – Hertain                                | Valenciennes – Sainte-Catherine ⥋ Wallers – Hertain                                | Valenciennes – Sainte-Catherine ⥋ Wallers – Hertain                                | Valenciennes – Sainte-Catherine ⥋ Wallers – Hertain                                | Valenciennes – Sainte-Catherine ⥋ Wallers – Hertain                                | Valenciennes – Sainte-Catherine ⥋ Wallers – Hertain                                | Valenciennes – Sainte-Catherine ⥋ Wallers – Hertain                                |
| 20    | Ouverture / Fermeture 8 juillet 2024 / — | Longueur —                                                                         | Durée 40-50 min                                                                    | Nb. d’arrêts 38                                                                    | Matériel —                                                                         | Jours de fonctionnement L, Ma, Me, J, V, S                                         | Jour / Soir / Nuit / Fêtes O / N / N / N                                           | Voy. / an —                                                                        | Exploitant Keolis Hainaut Valenciennois                                            |
| 20    | Desserte : - Communes : Valenciennes, La Sentinelle, Hérin, Oisy, Bellaing et Wallers - Stations et gares desservies : Sainte-Catherine (T1 et T2), Porte de Paris (T1 et T2), Bois des Montagnes (Depuis l'arrêt "Centre FPA" à pied, T1) et Le Galibot (T1) - Principaux lieux desservis : Centre Hospitalier de Valenciennes (depuis l'arrêt "Dampierre" à pied), Poste de La Sentinelle, Centre-ville de La Sentinelle, Place du Monument de Hérin, Écoles de Bellaing, Centre-ville de Bellaing, Place d'Arenberg et Collège Jean Moulin de Wallers |                                                                                    |                                                                                    |                                                                                    |                                                                                    |                                                                                    |                                                                                    |                                                                                    |                                                                                    |
| 20    | Autre : - Amplitude horaire et fréquence : - du lundi au samedi : de 5 h 50 à 20 h 25 avec un passage toutes les 60 minutes. |                                                                                    |                                                                                    |                                                                                    |                                                                                    |                                                                                    |                                                                                    |                                                                                    |                                                                                    |
| 20    | Dernière actualisation : 19 avril 2025 |                                                                                    |                                                                                    |                                                                                    |                                                                                    |                                                                                    |                                                                                    |                                                                                    |                                                                                    |

### Lignes Locales
Lignes desservant les communes éloignées du centre du réseau, avec un certain nombre d'allers-retours par jours du lundi au samedi.
| Ligne | Caractéristiques | Caractéristiques | Caractéristiques | Caractéristiques | Caractéristiques | Caractéristiques | Caractéristiques | Caractéristiques | Caractéristiques |
| 100   | Hergnies – Mairie ⥋ Condé-sur-l'Escaut – Hôtel de Ville | Hergnies – Mairie ⥋ Condé-sur-l'Escaut – Hôtel de Ville                                                                    | Hergnies – Mairie ⥋ Condé-sur-l'Escaut – Hôtel de Ville                                                                    | Hergnies – Mairie ⥋ Condé-sur-l'Escaut – Hôtel de Ville                                                                    | Hergnies – Mairie ⥋ Condé-sur-l'Escaut – Hôtel de Ville                                                                    | Hergnies – Mairie ⥋ Condé-sur-l'Escaut – Hôtel de Ville                                                                    | Hergnies – Mairie ⥋ Condé-sur-l'Escaut – Hôtel de Ville                                                                    | Hergnies – Mairie ⥋ Condé-sur-l'Escaut – Hôtel de Ville                                                                    | Hergnies – Mairie ⥋ Condé-sur-l'Escaut – Hôtel de Ville                                                                    |
| ----- | --- | --- | --- | --- | --- | --- | --- | --- | --- |
| 100   | Ouverture / Fermeture — / — | Longueur — | Durée 15-20 min | Nb. d’arrêts 19 | Matériel — | Jours de fonctionnement L, Ma, Me, J, V, S                                                                                 | Jour / Soir / Nuit / Fêtes O / N / N / N                                                                                   | Voy. / an — | Dépôt Saint-Saulve |
| 100   | Desserte : - Communes : Hergnies, Vieux-Condé et Condé-sur-l'Escaut - Stations et gares desservies : Condé – Hôtel de Ville (T2), Lycée du Pays de Condé (T2) et Le Boulon (T2) - Principaux lieux desservis : Hôtel de ville de Condé-sur-l'Escaut, Collège Josquin des Prés, Lycée polyvalent du Pays de Condé, Le Boulon, Mairie de Vieux-Condé, Cimetière de Vieux-Condé, Étang d'Amaury, Mairie d'Hergnies | | | | | | | | |
| 100   | Autre : - Amplitude horaire et fréquence : - du lundi au vendredi en période scolaire : de 5 h 25 à 19 h 20 avec un passage toutes les 60 minutes environ. - samedis scolaires et du lundi au samedi en période de vacances scolaires : de 5 h 25 à 19 h 15 avec un passage toutes les 60 minutes environ. - Particularités : - Les arrêts Collège Josquin des Prés et Lycée du Pays de Condé ne sont desservis qu'à certaines heures du lundi au vendredi en période scolaire. - 2 services du matin et du soir assurent une correspondance avec les lignes Express "Illigo", permettant de rejoindre la gare de Valenciennes. | | | | | | | | |
| 100   | Dernière actualisation : 20 avril 2025 | | | | | | | | |
| 101   | Hordain – Salle des Sports ⥋ Denain – Espace Villars | Hordain – Salle des Sports ⥋ Denain – Espace Villars                                                                       | Hordain – Salle des Sports ⥋ Denain – Espace Villars                                                                       | Hordain – Salle des Sports ⥋ Denain – Espace Villars                                                                       | Hordain – Salle des Sports ⥋ Denain – Espace Villars                                                                       | Hordain – Salle des Sports ⥋ Denain – Espace Villars                                                                       | Hordain – Salle des Sports ⥋ Denain – Espace Villars                                                                       | Hordain – Salle des Sports ⥋ Denain – Espace Villars                                                                       | Hordain – Salle des Sports ⥋ Denain – Espace Villars                                                                       |
| 101   | Ouverture / Fermeture — / — | Longueur — | Durée 40-50 min | Nb. d’arrêts 34 | Matériel — | Jours de fonctionnement L, Ma, Me, J, V, S                                                                                 | Jour / Soir / Nuit / Fêtes O / N / N / N                                                                                   | Voy. / an — | Exploitant Finand Autocars                                                                                                 |
| 101   | Desserte : - Communes : Denain, Lourches, Rœulx, Mastaing, Bouchain, Lieu-Saint-Amand et Hordain - Stations et gares desservies : Espace Villars (T1) et Bouchain – Gare (TER Hauts-de-France) - Principaux lieux desservis : Mairie de Denain, Cinéma Megarama de Denain, Institution Jean-Paul II, ArcelorMittal - Site de Denain, Complexe sportif Jean Jaurès, Collège Voltaire, Mairie de Lourches, Mairie de Mastaing, Collège de l'Ostrevant, Mairie de Bouchain, Médiathèque de Bouchain, Mairie de Lieu-Saint-Amand, Stade Gérard Gros, Usine Stellantis d'Hordain, Cimetière d'Hordain, Mairie d'Hordain | | | | | | | | |
| 101   | Autre : - Amplitude horaire et fréquence : - du lundi au vendredi en période scolaire : de 6 h 5 à 18 h 10 avec 4 passages le matin et le soir. Un départ supplémentaire à 13 h 20 du Lycée Kastler vers Hordain sera lancé les mercredis à partir de septembre 2025 - les samedis : 2 départs depuis l'arrêt "Salle des Sports" : à 8 h 45 et 13 h 10. 2 départs depuis l'arrêt "Espace Villars" : à 13 h 15 et 18 h 20. - du lundi au vendredi en période de vacances scolaires : 3 départs depuis l'arrêt "Salle des Sports" : à 6 h 40, 7 h 50 et 13 h 10. 3 départs depuis l'arrêt "Espace Villars" : à 12 h 15, 16 h 20 et 17 h 20. - Particularités : - La desserte des arrêts Lycées Kastler, Bouchain – Cimetière, Collège de l'Ostrevant et Ostrevant n'est effectuée qu'à certaines heures du lundi au vendredi en période scolaire. | | | | | | | | |
| 101   | Dernière actualisation : 19 août 2025 | | | | | | | | |
| 102   | Petite-Forêt – Centre Commercial ⥋ Maing – Mairie | Petite-Forêt – Centre Commercial ⥋ Maing – Mairie                                                                          | Petite-Forêt – Centre Commercial ⥋ Maing – Mairie                                                                          | Petite-Forêt – Centre Commercial ⥋ Maing – Mairie                                                                          | Petite-Forêt – Centre Commercial ⥋ Maing – Mairie                                                                          | Petite-Forêt – Centre Commercial ⥋ Maing – Mairie                                                                          | Petite-Forêt – Centre Commercial ⥋ Maing – Mairie                                                                          | Petite-Forêt – Centre Commercial ⥋ Maing – Mairie                                                                          | Petite-Forêt – Centre Commercial ⥋ Maing – Mairie                                                                          |
| 102   | Ouverture / Fermeture 8 juillet 2025 / — | Longueur — | Durée 40-50 min | Nb. d’arrêts 31 | Matériel — | Jours de fonctionnement L, Ma, Me, J, V, S                                                                                 | Jour / Soir / Nuit / Fêtes O / N / N / N                                                                                   | Voy. / an — | Dépôt Denain |
| 102   | Desserte : - Communes : Petite-Forêt, Hérin, Rouvignies, Prouvy, Thiant et Maing - Stations et gares desservies : Le Galibot (T1) - Principaux lieux desservis : Centre commercial Aushopping Petite-Forêt, Mairie de Petite-Forêt, Collège Pierre-Gilles de Gennes, Cimetière d'Hérin, Mairie d'Hérin, Parc d'activités de l'Aérodrome ouest, Complexe sportif Paul Éluard, Cimetière de Prouvy, Mairie de Prouvy, Mairie de Thiant, Collège Jean-Jacques Rousseau, Parc d'activités de la vallée de l'Écaillon et Mairie de Maing | | | | | | | | |
| 102   | Autre : - Amplitude horaire et fréquence : - du lundi au vendredi en période scolaire : de 7 h 10 à 17 h 35 avec : 6 départs depuis l'arrêt "Centre Commercial", et 7 départs depuis l'arrêt "Maing – Mairie". - samedis scolaires et du lundi au samedi en période de vacances scolaires : de 7 h 35 à 17 h 20 avec : 2 départs depuis l'arrêt "Centre Commercial" (l'un à 8 h 20 et l'autre à 17 h 20), et 4 départs depuis l'arrêt "Maing – Mairie". - Particularités : - La desserte de Petit Couvent n'est effectuée qu'à certaines heures. | | | | | | | | |
| 102   | Dernière actualisation : 20 avril 2025 | | | | | | | | |
| 103   | Verchain-Maugré – Mairie ⥋ Famars – Université | Verchain-Maugré – Mairie ⥋ Famars – Université                                                                             | Verchain-Maugré – Mairie ⥋ Famars – Université                                                                             | Verchain-Maugré – Mairie ⥋ Famars – Université                                                                             | Verchain-Maugré – Mairie ⥋ Famars – Université                                                                             | Verchain-Maugré – Mairie ⥋ Famars – Université                                                                             | Verchain-Maugré – Mairie ⥋ Famars – Université                                                                             | Verchain-Maugré – Mairie ⥋ Famars – Université                                                                             | Verchain-Maugré – Mairie ⥋ Famars – Université                                                                             |
| 103   | Ouverture / Fermeture 8 juillet 2024 / — | Longueur — | Durée 40 min | Nb. d’arrêts 16 | Matériel — | Jours de fonctionnement L, Ma, Me, J, V                                                                                    | Jour / Soir / Nuit / Fêtes O / N / N / N                                                                                   | Voy. / an — | Exploitant Finand Autocars                                                                                                 |
| 103   | Desserte : - Communes : Verchain-Maugré, Haspres, Monchaux-sur-Écaillon, Thiant, Maing et Famars - Stations et gares desservies : Université (T1) - Principaux lieux desservis : Mairie de Verchain-Maugré, Mairie de Monchaux, Collège Jean-Jacques Rousseau de Thiant, Mairie de Maing et Université de Famars | | | | | | | | |
| 103   | Autre : - Amplitude horaire et fréquence : - du lundi au vendredi en période scolaire : de 6 h 20 à 18 h 10 avec 6 allers-retours par jour. | | | | | | | | |
| 103   | Dernière actualisation : 20 avril 2025 | | | | | | | | |
| 106   | Hélesmes – Terminus ⥋ Denain – Espace Villars | Hélesmes – Terminus ⥋ Denain – Espace Villars                                                                              | Hélesmes – Terminus ⥋ Denain – Espace Villars                                                                              | Hélesmes – Terminus ⥋ Denain – Espace Villars                                                                              | Hélesmes – Terminus ⥋ Denain – Espace Villars                                                                              | Hélesmes – Terminus ⥋ Denain – Espace Villars                                                                              | Hélesmes – Terminus ⥋ Denain – Espace Villars                                                                              | Hélesmes – Terminus ⥋ Denain – Espace Villars                                                                              | Hélesmes – Terminus ⥋ Denain – Espace Villars                                                                              |
| 106   | Ouverture / Fermeture — / — | Longueur — | Durée 20-25 min | Nb. d’arrêts 17 | Matériel — | Jours de fonctionnement L, Ma, Me, J, V                                                                                    | Jour / Soir / Nuit / Fêtes O / N / N / N                                                                                   | Voy. / an — | Exploitant Finand Autocars                                                                                                 |
| 106   | Desserte : - Communes : Hélesmes et Denain - Stations et gares desservies : Gare du Nord (TER Hauts-de-France), Jaurès (T1) et Espace Villars (T1) - Principaux lieux desservis : Mairie de Hélesmes, Château de Hélesmes, Collège Bayard de Denain et Hôpital de Denain | | | | | | | | |
| 106   | Autre : - Amplitude horaire et fréquence : - du lundi au vendredi en période scolaire : de 7 h 5 à 18 h 30 avec 6 allers-retours. | | | | | | | | |
| 106   | Dernière actualisation : 20 avril 2025 | | | | | | | | |
| 107   | Saint-Amand-les-Eaux – Lycée Couteaux / Wallers – Gare ⥋ Denain – Espace Villars | Saint-Amand-les-Eaux – Lycée Couteaux / Wallers – Gare ⥋ Denain – Espace Villars                                           | Saint-Amand-les-Eaux – Lycée Couteaux / Wallers – Gare ⥋ Denain – Espace Villars                                           | Saint-Amand-les-Eaux – Lycée Couteaux / Wallers – Gare ⥋ Denain – Espace Villars                                           | Saint-Amand-les-Eaux – Lycée Couteaux / Wallers – Gare ⥋ Denain – Espace Villars                                           | Saint-Amand-les-Eaux – Lycée Couteaux / Wallers – Gare ⥋ Denain – Espace Villars                                           | Saint-Amand-les-Eaux – Lycée Couteaux / Wallers – Gare ⥋ Denain – Espace Villars                                           | Saint-Amand-les-Eaux – Lycée Couteaux / Wallers – Gare ⥋ Denain – Espace Villars                                           | Saint-Amand-les-Eaux – Lycée Couteaux / Wallers – Gare ⥋ Denain – Espace Villars                                           |
| 107   | Ouverture / Fermeture 8 juillet 2024 / — | Longueur — | Durée 20-50 min | Nb. d’arrêts 34 | Matériel — | Jours de fonctionnement L, Ma, Me, J, V, S                                                                                 | Jour / Soir / Nuit / Fêtes O / N / N / N                                                                                   | Voy. / an — | Exploitant Finand Autocars                                                                                                 |
| 107   | Desserte : - Communes : Saint-Amand-les-Eaux, Millonfosse, Hasnon, Wallers, Haveluy et Denain - Stations et gares desservies : Saint-Amand-les-Eaux SNCF (TER Hauts-de-France), Wallers – Gare (TER Hauts-de-France), Bellevue (T1) et Espace Villars (T1) - Principaux lieux desservis : Lycée Couteaux de Saint-Amand-les-Eaux, Hôpital de Saint-Amand-les-Eaux, Collège du Moulin Blanc de Saint-Amand-les-Eaux, Écoles de Millonfosse, Place de Hasnon, Collège Jean Moulin de Wallers, Mairie de Haveluy et Hôpital de Denain (depuis l'arrêt "Trarieux" à pied) | | | | | | | | |
| 107   | Autre : - Amplitude horaire et fréquence : - du lundi au vendredi en période scolaire : de 5 h 55 à 19 h 10 avec un passage toutes les 60 à 90 minutes. - samedis scolaires et du lundi au samedi en période de vacances scolaires : de 6 h 55 à 18 h 15 avec un passage toutes les 90 minutes. - Particularités : - La section entre "Wallers – Gare" et "Lycée Couteaux" n'est desservie que par quelques courses. - L'arrêt "Collège Jean Moulin" n'est desservi que par quelques courses du lundi au vendredi en période scolaire uniquement. | | | | | | | | |
| 107   | Dernière actualisation : 20 avril 2025 | | | | | | | | |
| 108   | Flines-lès-Mortagne – Rouillon ⥋ Saint-Amand-les-Eaux SNCF / Saint-Amand-les-Eaux – Collège du Moulin Blanc | Flines-lès-Mortagne – Rouillon ⥋ Saint-Amand-les-Eaux SNCF / Saint-Amand-les-Eaux – Collège du Moulin Blanc                | Flines-lès-Mortagne – Rouillon ⥋ Saint-Amand-les-Eaux SNCF / Saint-Amand-les-Eaux – Collège du Moulin Blanc                | Flines-lès-Mortagne – Rouillon ⥋ Saint-Amand-les-Eaux SNCF / Saint-Amand-les-Eaux – Collège du Moulin Blanc                | Flines-lès-Mortagne – Rouillon ⥋ Saint-Amand-les-Eaux SNCF / Saint-Amand-les-Eaux – Collège du Moulin Blanc                | Flines-lès-Mortagne – Rouillon ⥋ Saint-Amand-les-Eaux SNCF / Saint-Amand-les-Eaux – Collège du Moulin Blanc                | Flines-lès-Mortagne – Rouillon ⥋ Saint-Amand-les-Eaux SNCF / Saint-Amand-les-Eaux – Collège du Moulin Blanc                | Flines-lès-Mortagne – Rouillon ⥋ Saint-Amand-les-Eaux SNCF / Saint-Amand-les-Eaux – Collège du Moulin Blanc                | Flines-lès-Mortagne – Rouillon ⥋ Saint-Amand-les-Eaux SNCF / Saint-Amand-les-Eaux – Collège du Moulin Blanc                |
| 108   | Ouverture / Fermeture 8 juillet 2024 / — | Longueur — | Durée 35-50 min | Nb. d’arrêts 45 | Matériel — | Jours de fonctionnement L, Ma, Me, J, V                                                                                    | Jour / Soir / Nuit / Fêtes O / N / N / N                                                                                   | Voy. / an — | Dépôt Denain |
| 108   | Desserte : - Communes : Flines-lès-Mortagne, Mortagne-du-Nord, Maulde, Château-l'Abbaye, Bruille-Saint-Amand, Nivelle et Saint-Amand-les-Eaux - Stations et gares desservies : Saint-Amand-les-Eaux SNCF (TER Hauts-de-France) - Principaux lieux desservis : Chapelle des Douleurs de Flines-lès-Mortagne, Place de Maulde, Collège Fernig de Mortagne-du-Nord, Grande Rue de Château l'Abbaye, Mairie de Bruille-Saint-Amand, Pont de Nivelle, Lycée Couteaux de Saint-Amand-les-Eaux, Hôpital de Saint-Amand-les-Eaux et Collège du Moulin Blanc de Saint-Amand-les-Eaux | | | | | | | | |
| 108   | Autre : - Amplitude horaire et fréquence : - du lundi au vendredi en période scolaire : de 5 h 55 à 17 h 45 avec : 6 départs depuis l'arrêt "Rouillon" et 7 départs depuis "Collège du Moulin Blanc" et "Saint-Amand-les-Eaux SNCF". - Particularités : - En direction de Saint-Amand-les-Eaux, la commune de Bruille-Saint-Amand n'est desservie que par quelques courses. - La commune de Maulde n'est desservie que par quelques courses. - L'arrêt "Collège Fernig" n'est desservi que par quelques courses. - L'arrêt "Collège du Moulin Blanc" n'est desservi que par 3 départs en direction de "Rouillon" | | | | | | | | |
| 108   | Dernière actualisation : 20 avril 2025 | | | | | | | | |
| 109   | Odomez – La Hauteville / Condé-sur-l'Escaut – Collège Josquin des Prés ou Lycée du Pays de Condé ⥋ Quiévrechain – Puit N°2 | Odomez – La Hauteville / Condé-sur-l'Escaut – Collège Josquin des Prés ou Lycée du Pays de Condé ⥋ Quiévrechain – Puit N°2 | Odomez – La Hauteville / Condé-sur-l'Escaut – Collège Josquin des Prés ou Lycée du Pays de Condé ⥋ Quiévrechain – Puit N°2 | Odomez – La Hauteville / Condé-sur-l'Escaut – Collège Josquin des Prés ou Lycée du Pays de Condé ⥋ Quiévrechain – Puit N°2 | Odomez – La Hauteville / Condé-sur-l'Escaut – Collège Josquin des Prés ou Lycée du Pays de Condé ⥋ Quiévrechain – Puit N°2 | Odomez – La Hauteville / Condé-sur-l'Escaut – Collège Josquin des Prés ou Lycée du Pays de Condé ⥋ Quiévrechain – Puit N°2 | Odomez – La Hauteville / Condé-sur-l'Escaut – Collège Josquin des Prés ou Lycée du Pays de Condé ⥋ Quiévrechain – Puit N°2 | Odomez – La Hauteville / Condé-sur-l'Escaut – Collège Josquin des Prés ou Lycée du Pays de Condé ⥋ Quiévrechain – Puit N°2 | Odomez – La Hauteville / Condé-sur-l'Escaut – Collège Josquin des Prés ou Lycée du Pays de Condé ⥋ Quiévrechain – Puit N°2 |
| 109   | Ouverture / Fermeture — / — | Longueur — | Durée 30-45 min | Nb. d’arrêts 39 | Matériel — | Jours de fonctionnement L, Ma, Me, J, V, S                                                                                 | Jour / Soir / Nuit / Fêtes O / N / N / N                                                                                   | Voy. / an — | Exploitant Place Autocars                                                                                                  |
| 109   | Desserte : - Communes : Odomez, Bruille-Saint-Amand, Vieux-Condé, Condé-sur-l'Escaut, Thivencelle, Saint-Aybert, Crespin et Quiévrechain - Stations et gares desservies : Le Boulon (T2), Lycée du Pays de Condé (T2), Tourniquet (depuis l'arrêt "Bifurcation" à pied, T2) et Condé – Hôtel de Ville (depuis l'arrêt "Condé Place" à pied, T2) - Principaux lieux desservis : Mairie de Bruille-Saint-Amand, Place de Vieux-Condé, Collège Josquin des Prés de Condé-sur-l'Escaut, Lycée du Pays de Condé de Condé-sur-l'Escaut, Hôtel de Ville de Condé-sur-l'Escaut, Mairie de Thivencelle, Place de Saint-Aybert, Hôtel de Ville de Crespin, Site Alstom de Crespin (depuis l'arrêt "Ateliers" à pied) et Mairie de Quiévrechain | | | | | | | | |
| 109   | Autre : - Amplitude horaire et fréquence : - du lundi au vendredi en période scolaire : de 6 h 15 à 18 h 25 avec 7 allers-retours. - du lundi au vendredi en période de vacances scolaires : de 6 h 15 à 18 h 20 avec 5 allers-retours. - les samedis : de 7 h 10 à 17 h 30 avec 3 départs depuis les 2 terminus de la ligne. - Particularités : - Du lundi au vendredi en période scolaire, il existe 4 services partiels en direction de "Puit N°2", et 2 services partiels en direction de "La Hauteville". | | | | | | | | |
| 109   | Dernière actualisation : 20 avril 2025 | | | | | | | | |
| 112   | Marquette-en-Ostrevant – 8 Mai 1945 ⥋ Bouchain – Gare / Neuville-sur-Escaut – Cimetière | Marquette-en-Ostrevant – 8 Mai 1945 ⥋ Bouchain – Gare / Neuville-sur-Escaut – Cimetière                                    | Marquette-en-Ostrevant – 8 Mai 1945 ⥋ Bouchain – Gare / Neuville-sur-Escaut – Cimetière                                    | Marquette-en-Ostrevant – 8 Mai 1945 ⥋ Bouchain – Gare / Neuville-sur-Escaut – Cimetière                                    | Marquette-en-Ostrevant – 8 Mai 1945 ⥋ Bouchain – Gare / Neuville-sur-Escaut – Cimetière                                    | Marquette-en-Ostrevant – 8 Mai 1945 ⥋ Bouchain – Gare / Neuville-sur-Escaut – Cimetière                                    | Marquette-en-Ostrevant – 8 Mai 1945 ⥋ Bouchain – Gare / Neuville-sur-Escaut – Cimetière                                    | Marquette-en-Ostrevant – 8 Mai 1945 ⥋ Bouchain – Gare / Neuville-sur-Escaut – Cimetière                                    | Marquette-en-Ostrevant – 8 Mai 1945 ⥋ Bouchain – Gare / Neuville-sur-Escaut – Cimetière                                    |
| 112   | Ouverture / Fermeture — / — | Longueur — | Durée 15-30 min | Nb. d’arrêts 30 | Matériel — | Jours de fonctionnement L, Ma, Me, J, V, S                                                                                 | Jour / Soir / Nuit / Fêtes O / N / N / N                                                                                   | Voy. / an — | Exploitant Place Autocars                                                                                                  |
| 112   | Desserte : - Communes : Marquette-en-Ostrevant, Wasnes-au-Bac, Wavrechain-sous-Faulx, Bouchain et Neuville-sur-Escaut - Stations et gares desservies : Bouchain – Gare (TER Hauts-de-France) - Principaux lieux desservis : Église de Marquette-en-Ostrevant, Mairie de Wasnes-au-Bac, Place de Wavrechain-sous-Faulx, Collège de l'Ostrevant de Bouchain et Mairie de Neuville-sur-Escaut | | | | | | | | |
| 112   | Autre : - Amplitude horaire et fréquence : - du lundi au vendredi en période scolaire : de 6 h 35 à 17 h 0 avec : 3 départs depuis l'arrêt "8 Mai 1945", 6 départs depuis "Bouchain Gare" et 1 départ depuis "Neuville Cimetière". - samedis scolaires et du lundi au samedi en période de vacances scolaires : de 6 h 30 à 17 h 0 avec : 3 départs depuis l'arrêt "8 Mai 1945", 3 départs depuis "Bouchain Gare" et 1 départ depuis "Neuville Cimetière". - Particularités : - La commune de Neuville-sur-Escaut n'est desservie que par 1 course par jour. - Les arrêts "Collège de l'Ostrevant" et "Bouchain Ostrevant" ne sont desservis que du lundi au vendredi en période scolaire uniquement | | | | | | | | |
| 112   | Dernière actualisation : 20 avril 2025 | | | | | | | | |
| 113   | Valenciennes – Gare ⥋ Beuvrages – Centre | Valenciennes – Gare ⥋ Beuvrages – Centre                                                                                   | Valenciennes – Gare ⥋ Beuvrages – Centre                                                                                   | Valenciennes – Gare ⥋ Beuvrages – Centre                                                                                   | Valenciennes – Gare ⥋ Beuvrages – Centre                                                                                   | Valenciennes – Gare ⥋ Beuvrages – Centre                                                                                   | Valenciennes – Gare ⥋ Beuvrages – Centre                                                                                   | Valenciennes – Gare ⥋ Beuvrages – Centre                                                                                   | Valenciennes – Gare ⥋ Beuvrages – Centre                                                                                   |
| 113   | Ouverture / Fermeture — / — | Longueur — | Durée 30 min | Nb. d’arrêts 21 | Matériel — | Jours de fonctionnement L, Ma, Me, J, V                                                                                    | Jour / Soir / Nuit / Fêtes O / N / N / N                                                                                   | Voy. / an — | Exploitant Finand Autocars                                                                                                 |
| 113   | Desserte : - Communes : Valenciennes, Anzin et Beuvrages - Stations et gares desservies : Valenciennes – Gare (T1, T2 et TER Hauts-de-France), Anzin Hôtel de Ville (T1) et Valenciennes – Gare (TER Hauts-de-France) - Principaux lieux desservis : Centre-ville de Valenciennes, Centre Hospitalier de Valenciennes (depuis l'arrêt "Dampierre" à pied), Hôtel de Ville d'Anzin, Centre-ville d'Anzin et Sud de Beuvrages | | | | | | | | |
| 113   | Autre : - Amplitude horaire et fréquence : - du lundi au vendredi : de 6 h 45 à 18 h 50 avec 5 allers-retours dans la journée. | | | | | | | | |
| 113   | Dernière actualisation : 20 avril 2025 | | | | | | | | |
| 115   | Petite-Forêt – Centre Commercial ⥋ Valenciennes – Gare | Petite-Forêt – Centre Commercial ⥋ Valenciennes – Gare                                                                     | Petite-Forêt – Centre Commercial ⥋ Valenciennes – Gare                                                                     | Petite-Forêt – Centre Commercial ⥋ Valenciennes – Gare                                                                     | Petite-Forêt – Centre Commercial ⥋ Valenciennes – Gare                                                                     | Petite-Forêt – Centre Commercial ⥋ Valenciennes – Gare                                                                     | Petite-Forêt – Centre Commercial ⥋ Valenciennes – Gare                                                                     | Petite-Forêt – Centre Commercial ⥋ Valenciennes – Gare                                                                     | Petite-Forêt – Centre Commercial ⥋ Valenciennes – Gare                                                                     |
| 115   | Ouverture / Fermeture — / — | Longueur — | Durée 25-30 min | Nb. d’arrêts 21 | Matériel — | Jours de fonctionnement L, Ma, Me, J, V                                                                                    | Jour / Soir / Nuit / Fêtes O / N / N / N                                                                                   | Voy. / an — | Exploitant Finand Autocars                                                                                                 |
| 115   | Desserte : - Communes : Petite-Forêt, Aubry-du-Hainaut et Valenciennes - Stations et gares desservies : Saint-Waast (T1) et Valenciennes – Gare (T1, T2 et TER Hauts-de-France) - Principaux lieux desservis : Centre Commercial de Petite-Forêt, Place d'Aubry-du-Hainaut, Collège Pierre-Gilles de Gennes de Petite-Forêt, Centre Hospitalier de Valenciennes et Centre-ville de Valenciennes | | | | | | | | |
| 115   | Autre : - Amplitude horaire et fréquence : - du lundi au vendredi en période scolaire : de 7 h 0 à 18 h 35 avec 5 allers-retours. - du lundi au vendredi en période de vacances scolaires : de 7 h 5 à 18 h 35 avec 5 allers-retours. | | | | | | | | |
| 115   | Dernière actualisation : 20 avril 2025 | | | | | | | | |
| 116   | Onnaing – Collège Saint-Exupéry ou Place ⥋ Onnaing – Toyota / Vicq – Rue du Fresnes | Onnaing – Collège Saint-Exupéry ou Place ⥋ Onnaing – Toyota / Vicq – Rue du Fresnes                                        | Onnaing – Collège Saint-Exupéry ou Place ⥋ Onnaing – Toyota / Vicq – Rue du Fresnes                                        | Onnaing – Collège Saint-Exupéry ou Place ⥋ Onnaing – Toyota / Vicq – Rue du Fresnes                                        | Onnaing – Collège Saint-Exupéry ou Place ⥋ Onnaing – Toyota / Vicq – Rue du Fresnes                                        | Onnaing – Collège Saint-Exupéry ou Place ⥋ Onnaing – Toyota / Vicq – Rue du Fresnes                                        | Onnaing – Collège Saint-Exupéry ou Place ⥋ Onnaing – Toyota / Vicq – Rue du Fresnes                                        | Onnaing – Collège Saint-Exupéry ou Place ⥋ Onnaing – Toyota / Vicq – Rue du Fresnes                                        | Onnaing – Collège Saint-Exupéry ou Place ⥋ Onnaing – Toyota / Vicq – Rue du Fresnes                                        |
| 116   | Ouverture / Fermeture — / — | Longueur — | Durée 35 min | Nb. d’arrêts 27 | Matériel — | Jours de fonctionnement L, Ma, Me, J, V, S                                                                                 | Jour / Soir / Nuit / Fêtes O / N / N / N                                                                                   | Voy. / an — | Exploitant Place Autocars                                                                                                  |
| 116   | Desserte : - Communes : Onnaing, Vicq et Quarouble - Stations et gares desservies : Aucune - Principaux lieux desservis : Collège Saint-Exupéry d'Onnaing, Centre-ville d'Onnaing, École Cuvinot d'Onnaing, Centre-ville de Vicq, Chapelle du Marais de Quarouble, Centre-ville de Quarouble et ZAE de la Vallée de l'Escaut | | | | | | | | |
| 116   | Autre : - Amplitude horaire et fréquence : - du lundi au vendredi en période scolaire : de 7 h 15 à 17 h 5 avec 4 allers-retours. - du lundi au samedi en période de petites vacances scolaires : de 7 h 15 à 17 h 10 avec 4 allers-retours. - les samedis scolaires et en période de petites vacances scolaires : de 13 h 20 à 17 h 30 avec 1 aller-retour. - Particularités : - L'arrêt Collège Saint-Exupéry n'est desservi que du lundi au vendredi en période scolaire uniquement. - Les samedis scolaires et en période de petites vacances scolaires, la ligne n'effectue qu'un seul aller-retour entre "Rue du Fresnes" et "Onnaing Place". | | | | | | | | |
| 116   | Dernière actualisation : 20 avril 2025 | | | | | | | | |
| 131   | Valenciennes – Gare ⥋ Sebourg – Triez | Valenciennes – Gare ⥋ Sebourg – Triez                                                                                      | Valenciennes – Gare ⥋ Sebourg – Triez                                                                                      | Valenciennes – Gare ⥋ Sebourg – Triez                                                                                      | Valenciennes – Gare ⥋ Sebourg – Triez                                                                                      | Valenciennes – Gare ⥋ Sebourg – Triez                                                                                      | Valenciennes – Gare ⥋ Sebourg – Triez                                                                                      | Valenciennes – Gare ⥋ Sebourg – Triez                                                                                      | Valenciennes – Gare ⥋ Sebourg – Triez                                                                                      |
| 131   | Ouverture / Fermeture — / — | Longueur — | Durée 50-55 min | Nb. d’arrêts 30 | Matériel — | Jours de fonctionnement L, Ma, Me, J, V, S                                                                                 | Jour / Soir / Nuit / Fêtes O / N / N / N                                                                                   | Voy. / an — | Exploitant Finand Autocars                                                                                                 |
| 131   | Desserte : - Communes : Valenciennes, Marly, Saultain, Estreux et Sebourg - Stations et gares desservies : Valenciennes – Gare (T1, T2 et TER Hauts-de-France) - Principaux lieux desservis : Centre-ville de Valenciennes, Stade Nungesser de Valenciennes, Maison des Associations de Marly, Parc d’Activités des 10 Muids, Église d'Estreux et Église de Sebourg | | | | | | | | |
| 131   | Autre : - Amplitude horaire et fréquence : - du lundi au vendredi en période scolaire : de 6 h 30 à 18 h 50 avec 5 allers-retours. - samedis scolaires et du lundi au samedi pendant les vacances scolaires : de 6 h 30 à 19 h 5 avec 4 allers-retours dans la journée. | | | | | | | | |
| 131   | Dernière actualisation : 20 avril 2025 | | | | | | | | |
| 133   | Saint-Amand-les-Eaux – SNCF ou Collège du Moulin Blanc ⥋ Condé-sur-l'Escaut – Hôtel de Ville | Saint-Amand-les-Eaux – SNCF ou Collège du Moulin Blanc ⥋ Condé-sur-l'Escaut – Hôtel de Ville                               | Saint-Amand-les-Eaux – SNCF ou Collège du Moulin Blanc ⥋ Condé-sur-l'Escaut – Hôtel de Ville                               | Saint-Amand-les-Eaux – SNCF ou Collège du Moulin Blanc ⥋ Condé-sur-l'Escaut – Hôtel de Ville                               | Saint-Amand-les-Eaux – SNCF ou Collège du Moulin Blanc ⥋ Condé-sur-l'Escaut – Hôtel de Ville                               | Saint-Amand-les-Eaux – SNCF ou Collège du Moulin Blanc ⥋ Condé-sur-l'Escaut – Hôtel de Ville                               | Saint-Amand-les-Eaux – SNCF ou Collège du Moulin Blanc ⥋ Condé-sur-l'Escaut – Hôtel de Ville                               | Saint-Amand-les-Eaux – SNCF ou Collège du Moulin Blanc ⥋ Condé-sur-l'Escaut – Hôtel de Ville                               | Saint-Amand-les-Eaux – SNCF ou Collège du Moulin Blanc ⥋ Condé-sur-l'Escaut – Hôtel de Ville                               |
| 133   | Ouverture / Fermeture — / — | Longueur — | Durée 45-50 min | Nb. d’arrêts 37 | Matériel Crossway | Jours de fonctionnement L, Ma, Me, J, V, S                                                                                 | Jour / Soir / Nuit / Fêtes O / N / N / N                                                                                   | Voy. / an — | Exploitant Place Autocars                                                                                                  |
| 133   | Desserte : - Communes : Saint-Amand-les-Eaux, Nivelle, Bruille-Saint-Amand, Odomez, Vieux-Condé et Condé-sur-l'Escaut - Stations et gares desservies : Saint-Amand-les-Eaux SNCF (TER Hauts-de-France), Lycée du Pays de Condé (T2) et Condé – Hôtel de Ville (T2) - Principaux lieux desservis : Collège Moulin Blanc, Parc de la Scarpe, Centre hospitalier de Saint-Amand-les-Eaux, Lycée polyvalent Ernest Couteaux, Centre aquatique Au Dragon d'Eau, Résidence des Quatre Vents, Mairie d'Odomez, Cité Kuhlmann, Mairie de Vieux-Condé, Cimetière de Vieux-Condé, Complexe sportif du Centre, Collège Jean Jaurès, Lycée polyvalent du Pays de Condé, Collège Josquin des Prés, Hôtel de Ville de Condé-sur-l'Escaut | | | | | | | | |
| 133   | Autre : - Amplitude horaire et fréquence : - du lundi au vendredi en période scolaire : de 7 h 0 à 18 h 35 avec 8 allers-retours. - samedis scolaires et du lundi au samedi pendant les vacances scolaires : de 7 h 5 à 18 h 10 avec 2,5 allers-retours dans la journée. - Particularités : - La desserte de Collège Moulin Blanc n'est effectuée qu'à certaines heures uniquement du lundi au vendredi en période scolaire. - La desserte de Saint-Amand – Piscine n'est effectuée qu'à certaines heures. | | | | | | | | |
| 133   | Dernière actualisation : 20 avril 2025 | | | | | | | | |
| 134   | (Circulaire) Saint-Amand-les-Eaux – SNCF ⥋ via Nivelle, Thun-Saint-Amand, Maulde, Lecelles | (Circulaire) Saint-Amand-les-Eaux – SNCF ⥋ via Nivelle, Thun-Saint-Amand, Maulde, Lecelles                                 | (Circulaire) Saint-Amand-les-Eaux – SNCF ⥋ via Nivelle, Thun-Saint-Amand, Maulde, Lecelles                                 | (Circulaire) Saint-Amand-les-Eaux – SNCF ⥋ via Nivelle, Thun-Saint-Amand, Maulde, Lecelles                                 | (Circulaire) Saint-Amand-les-Eaux – SNCF ⥋ via Nivelle, Thun-Saint-Amand, Maulde, Lecelles                                 | (Circulaire) Saint-Amand-les-Eaux – SNCF ⥋ via Nivelle, Thun-Saint-Amand, Maulde, Lecelles                                 | (Circulaire) Saint-Amand-les-Eaux – SNCF ⥋ via Nivelle, Thun-Saint-Amand, Maulde, Lecelles                                 | (Circulaire) Saint-Amand-les-Eaux – SNCF ⥋ via Nivelle, Thun-Saint-Amand, Maulde, Lecelles                                 | (Circulaire) Saint-Amand-les-Eaux – SNCF ⥋ via Nivelle, Thun-Saint-Amand, Maulde, Lecelles                                 |
| 134   | Ouverture / Fermeture — / — | Longueur — | Durée 35 min | Nb. d’arrêts 26 | Matériel — | Jours de fonctionnement L, Ma, Me, J, V                                                                                    | Jour / Soir / Nuit / Fêtes O / N / N / N                                                                                   | Voy. / an — | Exploitant Place Autocars                                                                                                  |
| 134   | Desserte : - Communes : Saint-Amand-les-Eaux, Nivelle, Thun-Saint-Amand, Maulde et Lecelles - Stations et gares desservies : Saint-Amand-les-Eaux SNCF (TER Hauts-de-France) - Principaux lieux desservis : Collège Moulin Blanc, Parc de la Scarpe, Centre hospitalier de Saint-Amand-les-Eaux, Lycée polyvalent Ernest Couteaux, Cimetière de Nivelle, Mairie de Thun-Saint-Amand, Hameau de Chorette, Mairie de Lecelles et Complexe sportif Michel Cordier. | | | | | | | | |
| 134   | Autre : - Amplitude horaire et fréquence : - du lundi au vendredi en période scolaire : de 6 h 5 à 18 h 40 avec 9 rotations. - Particularités : - La desserte de Collège Moulin Blanc n'est effectuée qu'à certaines heures uniquement du lundi au vendredi en période scolaire. | | | | | | | | |
| 134   | Dernière actualisation : 20 avril 2025 | | | | | | | | |

### Navettes de centre-ville
Navettes gratuites desservant les centres-villes de Saint-Amand-les-Eaux, Valenciennes et Denain.
| Ligne | Caractéristiques | Caractéristiques                                                     | Caractéristiques                                                     | Caractéristiques                                                     | Caractéristiques                                                     | Caractéristiques                                                     | Caractéristiques                                                     | Caractéristiques                                                     | Caractéristiques                                                     |
| AMD   | L'Amanditour | L'Amanditour                                                         | L'Amanditour                                                         | L'Amanditour                                                         | L'Amanditour                                                         | L'Amanditour                                                         | L'Amanditour                                                         | L'Amanditour                                                         | L'Amanditour                                                         |
| AMD   | Saint-Amand-les-Eaux SNCF ⥋ Saint-Amand-les-Eaux – Centre Commercial | Saint-Amand-les-Eaux SNCF ⥋ Saint-Amand-les-Eaux – Centre Commercial | Saint-Amand-les-Eaux SNCF ⥋ Saint-Amand-les-Eaux – Centre Commercial | Saint-Amand-les-Eaux SNCF ⥋ Saint-Amand-les-Eaux – Centre Commercial | Saint-Amand-les-Eaux SNCF ⥋ Saint-Amand-les-Eaux – Centre Commercial | Saint-Amand-les-Eaux SNCF ⥋ Saint-Amand-les-Eaux – Centre Commercial | Saint-Amand-les-Eaux SNCF ⥋ Saint-Amand-les-Eaux – Centre Commercial | Saint-Amand-les-Eaux SNCF ⥋ Saint-Amand-les-Eaux – Centre Commercial | Saint-Amand-les-Eaux SNCF ⥋ Saint-Amand-les-Eaux – Centre Commercial |
| ----- | --- | -------------------------------------------------------------------- | -------------------------------------------------------------------- | -------------------------------------------------------------------- | -------------------------------------------------------------------- | -------------------------------------------------------------------- | -------------------------------------------------------------------- | -------------------------------------------------------------------- | -------------------------------------------------------------------- |
| AMD   | Ouverture / Fermeture 17 décembre 2019 / — | Longueur —                                                           | Durée 25-30 min                                                      | Nb. d’arrêts 17                                                      | Matériel Sprinter City                                               | Jours de fonctionnement L, Ma, Me, J, V, S                           | Jour / Soir / Nuit / Fêtes O / N / N / N                             | Voy. / an —                                                          | Dépôt Saint-Saulve                                                   |
| AMD   | Desserte : - Commune : Saint-Amand-les-Eaux - Stations et gares desservies : Saint-Amand-les-Eaux (TER Hauts-de-France) - Principaux lieux desservis : Collège Moulin Blanc, Parc de la Scarpe, Hôtel de ville de Saint-Amand-les-Eaux, Tour abbatiale de Saint-Amand-les-Eaux, Théâtre des Sources, Centre hospitalier de Saint-Amand-les-Eaux et Centre Commercial de Saint-Amand-les-Eaux |                                                                      |                                                                      |                                                                      |                                                                      |                                                                      |                                                                      |                                                                      |                                                                      |
| AMD   | Autre : - Amplitude horaire et fréquence : - du lundi au vendredi en période scolaire et de petites vacances scolaires : de 6 h 0 à 19 h 30 avec un passage toutes les 45 minutes. - le samedi en période scolaire et de petites vacances scolaires : de 6 h 0 à 19 h 25 avec un passage toutes les 70 minutes. - du lundi au vendredi en période de grandes vacances scolaires : de 6 h 15 à 20 h 30 avec un passage toutes les 90 minutes. |                                                                      |                                                                      |                                                                      |                                                                      |                                                                      |                                                                      |                                                                      |                                                                      |
| AMD   | Dernière actualisation : 17 avril 2025 |                                                                      |                                                                      |                                                                      |                                                                      |                                                                      |                                                                      |                                                                      |                                                                      |
| C1    | Le Cordon C1 | Le Cordon C1                                                         | Le Cordon C1                                                         | Le Cordon C1                                                         | Le Cordon C1                                                         | Le Cordon C1                                                         | Le Cordon C1                                                         | Le Cordon C1                                                         | Le Cordon C1                                                         |
| C1    | (Circulaire) Valenciennes – Place du Hainaut ⥋ via Sous-Préfecture, Parking Lacuzon, Place d'Armes, Poterne, Gare |                                                                      |                                                                      |                                                                      |                                                                      |                                                                      |                                                                      |                                                                      |                                                                      |
| C1    | Ouverture / Fermeture 23 septembre 2019 / — | Longueur —                                                           | Durée 25 min                                                         | Nb. d’arrêts 17                                                      | Matériel Sprinter City                                               | Jours de fonctionnement L, Ma, Me, J, V, S                           | Jour / Soir / Nuit / Fêtes O / N / N / N                             | Voy. / an —                                                          | Dépôt Saint-Waast                                                    |
| C1    | Desserte : - Commune : Valenciennes - Stations et gares desservies : Sous-Préfecture (T1 et T2) et Valenciennes – Gare (T1, T2 et TER Hauts-de-France) - Principaux lieux desservis : Place d'Armes, Centre commercial Place d'Armes, Mairie de Valenciennes, Sous-préfecture de Valenciennes, Tribunal judiciaire, Collège Saint-Jean-Baptiste de la Salle, Parc de la Citadelle, Musée des Beaux-Arts de Valenciennes, Lycée Notre-Dame, Lycée Watteau, Collège Watteau, Jardin des Floralies, Collège Charles Eisen, Théâtre Le Phénix et Lycée Henri Wallon |                                                                      |                                                                      |                                                                      |                                                                      |                                                                      |                                                                      |                                                                      |                                                                      |
| C1    | Autre : - Amplitude horaire et fréquence : - du lundi au samedi : de 7 h 30 à 19 h 55 avec un passage toutes les 15 minutes. |                                                                      |                                                                      |                                                                      |                                                                      |                                                                      |                                                                      |                                                                      |                                                                      |
| C1    | Dernière actualisation : 17 avril 2025 |                                                                      |                                                                      |                                                                      |                                                                      |                                                                      |                                                                      |                                                                      |                                                                      |
| C2    | Le Cordon C2 | Le Cordon C2                                                         | Le Cordon C2                                                         | Le Cordon C2                                                         | Le Cordon C2                                                         | Le Cordon C2                                                         | Le Cordon C2                                                         | Le Cordon C2                                                         | Le Cordon C2                                                         |
| C2    | (Circulaire) Valenciennes – Saint-Waast ⥋ via Odyssée, Place Victor Hugo, Parking Lacuzon, Gare, Hôpital |                                                                      |                                                                      |                                                                      |                                                                      |                                                                      |                                                                      |                                                                      |                                                                      |
| C2    | Ouverture / Fermeture 7 juillet 2021 / — | Longueur —                                                           | Durée 30 min                                                         | Nb. d’arrêts 23                                                      | Matériel Sprinter City                                               | Jours de fonctionnement L, Ma, Me, J, V, S                           | Jour / Soir / Nuit / Fêtes O / N / N / N                             | Voy. / an —                                                          | Dépôt Saint-Waast                                                    |
| C2    | Desserte : - Commune : Valenciennes - Stations et gares desservies : Saint-Waast (T1), Valenciennes – Gare (T1, T2 et TER Hauts-de-France) - Principaux lieux desservis : Collège Joséphine Baker, Centre culturel L'Odyssée, Lycée privé Dampierre, Cimetière Saint-Jean, Collège Saint-Jean-Baptiste de la Salle, Parc de la Citadelle, Lycée Henri Wallon, Centre hospitalier Jean Bernard de Valenciennes |                                                                      |                                                                      |                                                                      |                                                                      |                                                                      |                                                                      |                                                                      |                                                                      |
| C2    | Autre : - Amplitude horaire et fréquence : - du lundi au vendredi en période scolaire : de 7 h 30 à 20 h 15 avec un passage toutes les 20 minutes. - les samedis scolaires et du lundi au samedi pendant les vacances scolaires : de 7 h 40 à 19 h 45 avec un passage toutes les 20 minutes. |                                                                      |                                                                      |                                                                      |                                                                      |                                                                      |                                                                      |                                                                      |                                                                      |
| C2    | Dernière actualisation : 17 avril 2025 |                                                                      |                                                                      |                                                                      |                                                                      |                                                                      |                                                                      |                                                                      |                                                                      |
| C3    | Le Cordon C3 | Le Cordon C3                                                         | Le Cordon C3                                                         | Le Cordon C3                                                         | Le Cordon C3                                                         | Le Cordon C3                                                         | Le Cordon C3                                                         | Le Cordon C3                                                         | Le Cordon C3                                                         |
| C3    | (Circulaire) Valenciennes – Place du Hainaut ⥋ via Sous-Préfecture, Stade Nungesser, Rue du Quesnoy |                                                                      |                                                                      |                                                                      |                                                                      |                                                                      |                                                                      |                                                                      |                                                                      |
| C3    | Ouverture / Fermeture 14 novembre 2023 / — | Longueur —                                                           | Durée 22 min                                                         | Nb. d’arrêts 12                                                      | Matériel Bluebus 6                                                   | Jours de fonctionnement L, Ma, Me, J, V, S                           | Jour / Soir / Nuit / Fêtes O / N / N / N                             | Voy. / an —                                                          | Dépôt Saint-Waast                                                    |
| C3    | Desserte : - Commune : Valenciennes - Stations et gares desservies : Sous-Préfecture (T1 et T2) - Principaux lieux desservis : Médiathèque Simone Veil, Sous-préfecture de Valenciennes, Tribunal judiciaire, Centre aquatique Nungesser, Stade du Hainaut, Parc de la Rhonelle et Centre-ville de Valenciennes |                                                                      |                                                                      |                                                                      |                                                                      |                                                                      |                                                                      |                                                                      |                                                                      |
| C3    | Autre : - Amplitude horaire et fréquence : - du lundi au samedi : de 7 h 30 à 19 h 30 avec un passage toutes les 20 minutes. |                                                                      |                                                                      |                                                                      |                                                                      |                                                                      |                                                                      |                                                                      |                                                                      |
| C3    | Dernière actualisation : 17 avril 2025 |                                                                      |                                                                      |                                                                      |                                                                      |                                                                      |                                                                      |                                                                      |                                                                      |
| VLX   | Villars Express | Villars Express                                                      | Villars Express                                                      | Villars Express                                                      | Villars Express                                                      | Villars Express                                                      | Villars Express                                                      | Villars Express                                                      | Villars Express                                                      |
| VLX   | (Circulaire) Denain – Espace Villars ⥋ via Denain – Hôpital, Gare du Nord, Mousseron, Parc Zola |                                                                      |                                                                      |                                                                      |                                                                      |                                                                      |                                                                      |                                                                      |                                                                      |
| VLX   | Ouverture / Fermeture 28 septembre 2020 / — | Longueur —                                                           | Durée 35-40 min                                                      | Nb. d’arrêts 18                                                      | Matériel Sprinter City                                               | Jours de fonctionnement L, Ma, Me, J, V, S                           | Jour / Soir / Nuit / Fêtes O / N / N / N                             | Voy. / an —                                                          | Dépôt Denain                                                         |
| VLX   | Desserte : - Commune : Denain - Stations et gares desservies : Espace Villars (T1), Jaurès (T1), Denain (TER Hauts-de-France). - Principaux lieux desservis : Mairie de Denain, Lycées Alfred Kastler, Cimetière de Denain, Centre hospitalier de Denain, Collège Turgot, Collège Bayard, Conservatoire de musique de Denain, Cinéma Megarama de Denain, Institution Jean-Paul II, Parc Émile Zola, Centre aquatique Natur&O, Lycées Mousseron-Jurénil, Collège Villars, Parc Lebret.                                                                           |                                                                      |                                                                      |                                                                      |                                                                      |                                                                      |                                                                      |                                                                      |                                                                      |
| VLX   | Autre : - Amplitude horaire et fréquence : - du lundi au samedi : de 9 h 0 à 18 h 0 avec un passage toutes les 45 minutes. |                                                                      |                                                                      |                                                                      |                                                                      |                                                                      |                                                                      |                                                                      |                                                                      |
| VLX   | Dernière actualisation : 17 avril 2025 |                                                                      |                                                                      |                                                                      |                                                                      |                                                                      |                                                                      |                                                                      |                                                                      |

### Lignes Express
| Ligne | Caractéristiques | Caractéristiques                              | Caractéristiques                              | Caractéristiques                              | Caractéristiques                              | Caractéristiques                              | Caractéristiques                              | Caractéristiques                              | Caractéristiques                              |
| IGO1  | Illigo 1 | Illigo 1                                      | Illigo 1                                      | Illigo 1                                      | Illigo 1                                      | Illigo 1                                      | Illigo 1                                      | Illigo 1                                      | Illigo 1                                      |
| IGO1  | Denain – Espace Villars ⥋ Famars – Université | Denain – Espace Villars ⥋ Famars – Université | Denain – Espace Villars ⥋ Famars – Université | Denain – Espace Villars ⥋ Famars – Université | Denain – Espace Villars ⥋ Famars – Université | Denain – Espace Villars ⥋ Famars – Université | Denain – Espace Villars ⥋ Famars – Université | Denain – Espace Villars ⥋ Famars – Université | Denain – Espace Villars ⥋ Famars – Université |
| ----- | --- | --------------------------------------------- | --------------------------------------------- | --------------------------------------------- | --------------------------------------------- | --------------------------------------------- | --------------------------------------------- | --------------------------------------------- | --------------------------------------------- |
| IGO1  | Ouverture / Fermeture 2 septembre 2019 / — | Longueur —                                    | Durée 30-35 min                               | Nb. d’arrêts 11                               | Matériel Crossway                             | Jours de fonctionnement L, Ma, Me, J, V       | Jour / Soir / Nuit / Fêtes O / N / N / N      | Voy. / an —                                   | Exploitant Finand Autocars                    |
| IGO1  | Desserte : - Communes : Denain, Maing, Aulnoy-lez-Valenciennes et Famars - Stations et gares desservies : Espace Villars (T1), Bellevue (T1) et Université (T1) - Principaux lieux desservis : Mairie de Denain, Clinique Saint-Roch, Cimetière de Denain, Lycées Alfred Kastler, Mairie de Maing, Résidence universitaire Jules Mousseron, Université polytechnique Hauts-de-France. |                                               |                                               |                                               |                                               |                                               |                                               |                                               |                                               |
| IGO1  | Autre : - Amplitude horaire et fréquence : - du lundi au vendredi : de 7 h 10 à 18 h 45 avec 3 allers-retours. |                                               |                                               |                                               |                                               |                                               |                                               |                                               |                                               |
| IGO1  | Dernière actualisation : 17 avril 2025 |                                               |                                               |                                               |                                               |                                               |                                               |                                               |                                               |
| IGO2  | Illigo 2 | Illigo 2                                      | Illigo 2                                      | Illigo 2                                      | Illigo 2                                      | Illigo 2                                      | Illigo 2                                      | Illigo 2                                      | Illigo 2                                      |
| IGO2  | Valenciennes – Gare ⥋ Hergnies – Mairie |                                               |                                               |                                               |                                               |                                               |                                               |                                               |                                               |
| IGO2  | Ouverture / Fermeture 2 septembre 2019 / — | Longueur —                                    | Durée 30 min                                  | Nb. d’arrêts 23                               | Matériel Crossway                             | Jours de fonctionnement L, Ma, Me, J, V       | Jour / Soir / Nuit / Fêtes O / N / N / N      | Voy. / an —                                   | Exploitant Place Autocars                     |
| IGO2  | Desserte : - Communes : Valenciennes , Condé-sur-l'Escaut, Vieux-Condé et Hergnies - Stations et gares desservies : Valenciennes - Gare (T1, T2 et TER Hauts-de-France), Lycée du Pays de Condé (T2) et Le Boulon (T2) - Principaux lieux desservis : Lycée Henri Wallon, Centre des finances publiques de Valenciennes, Hôtel de ville de Condé-sur-l'Escaut, Collège Josquin des Prés, Lycée polyvalent du Pays de Condé, Le Boulon, Mairie de Vieux-Condé, Cimetière de Vieux-Condé, Étang d'Amaury, Mairie d'Hergnies |                                               |                                               |                                               |                                               |                                               |                                               |                                               |                                               |
| IGO2  | Autre : - Amplitude horaire et fréquence : - du lundi au vendredi en période scolaire : de 6 h 55 à 18 h 30 avec 2 allers-retours. - du lundi au vendredi pendant les vacances scolaires : de 7 h 0 à 18 h 30 avec 2 allers-retours. - Particularités : - La desserte des arrêts Collège Josquin des Prés et Lycée du Pays de Condé n'est effectuée que du lundi au vendredi en période scolaire. |                                               |                                               |                                               |                                               |                                               |                                               |                                               |                                               |
| IGO2  | Dernière actualisation : 17 avril 2025 |                                               |                                               |                                               |                                               |                                               |                                               |                                               |                                               |

### Navettes entreprises
Ces lignes assurent le lien entre le territoire et les entreprises présentes ainsi que les zones d'activités.
| Ligne | Caractéristiques | Caractéristiques                                                                           | Caractéristiques                                                                           | Caractéristiques                                                                           | Caractéristiques                                                                           | Caractéristiques                                                                           | Caractéristiques                                                                           | Caractéristiques                                                                           | Caractéristiques                                                                           |
| A     | (Circulaire) Hérin – Le Galibot ⥋ via Aérodrome Ouest, Rue d'Hurtebise, Rouvignies – Herly | (Circulaire) Hérin – Le Galibot ⥋ via Aérodrome Ouest, Rue d'Hurtebise, Rouvignies – Herly | (Circulaire) Hérin – Le Galibot ⥋ via Aérodrome Ouest, Rue d'Hurtebise, Rouvignies – Herly | (Circulaire) Hérin – Le Galibot ⥋ via Aérodrome Ouest, Rue d'Hurtebise, Rouvignies – Herly | (Circulaire) Hérin – Le Galibot ⥋ via Aérodrome Ouest, Rue d'Hurtebise, Rouvignies – Herly | (Circulaire) Hérin – Le Galibot ⥋ via Aérodrome Ouest, Rue d'Hurtebise, Rouvignies – Herly | (Circulaire) Hérin – Le Galibot ⥋ via Aérodrome Ouest, Rue d'Hurtebise, Rouvignies – Herly | (Circulaire) Hérin – Le Galibot ⥋ via Aérodrome Ouest, Rue d'Hurtebise, Rouvignies – Herly | (Circulaire) Hérin – Le Galibot ⥋ via Aérodrome Ouest, Rue d'Hurtebise, Rouvignies – Herly |
| ----- | --- | ------------------------------------------------------------------------------------------ | ------------------------------------------------------------------------------------------ | ------------------------------------------------------------------------------------------ | ------------------------------------------------------------------------------------------ | ------------------------------------------------------------------------------------------ | ------------------------------------------------------------------------------------------ | ------------------------------------------------------------------------------------------ | ------------------------------------------------------------------------------------------ |
| A     | Ouverture / Fermeture — / — | Longueur —                                                                                 | Durée 15-25 min                                                                            | Nb. d’arrêts 14                                                                            | Matériel Crossway                                                                          | Jours de fonctionnement L, Ma, Me, J, V                                                    | Jour / Soir / Nuit / Fêtes O / N / N / N                                                   | Voy. / an —                                                                                | Exploitant Place Autocars                                                                  |
| A     | Desserte : - Communes : Hérin, La Sentinelle, Trith-Saint-Léger, Prouvy et Rouvignies. - Stations et gares desservies : Le Galibot (T1) - Principaux lieux desservis : Parc d'activités de l'Aérodrome Ouest et Aéroport de Valenciennes - Denain |                                                                                            |                                                                                            |                                                                                            |                                                                                            |                                                                                            |                                                                                            |                                                                                            |                                                                                            |
| A     | Autre : - Amplitude horaire et fréquence : - du lundi au vendredi : de 7 h 10 à 18 h 55 avec 11 rotations dans la journée. - Particularités : - La desserte de l'arrêt Rouvignies – Herly n'est effectuée qu'à certaines heures seulement.        |                                                                                            |                                                                                            |                                                                                            |                                                                                            |                                                                                            |                                                                                            |                                                                                            |                                                                                            |
| A     | Dernière actualisation : 17 avril 2025 |                                                                                            |                                                                                            |                                                                                            |                                                                                            |                                                                                            |                                                                                            |                                                                                            |                                                                                            |
| G     | Saint-Amand-les-Eaux SNCF ⥋ Saint-Amand-les-Eaux – GSK | Saint-Amand-les-Eaux SNCF ⥋ Saint-Amand-les-Eaux – GSK                                     | Saint-Amand-les-Eaux SNCF ⥋ Saint-Amand-les-Eaux – GSK                                     | Saint-Amand-les-Eaux SNCF ⥋ Saint-Amand-les-Eaux – GSK                                     | Saint-Amand-les-Eaux SNCF ⥋ Saint-Amand-les-Eaux – GSK                                     | Saint-Amand-les-Eaux SNCF ⥋ Saint-Amand-les-Eaux – GSK                                     | Saint-Amand-les-Eaux SNCF ⥋ Saint-Amand-les-Eaux – GSK                                     | Saint-Amand-les-Eaux SNCF ⥋ Saint-Amand-les-Eaux – GSK                                     | Saint-Amand-les-Eaux SNCF ⥋ Saint-Amand-les-Eaux – GSK                                     |
| G     | Ouverture / Fermeture — / — | Longueur 5,4 km                                                                            | Durée 13 min                                                                               | Nb. d’arrêts 3                                                                             | Matériel Crossway                                                                          | Jours de fonctionnement L, Ma, Me, J, V                                                    | Jour / Soir / Nuit / Fêtes O / N / N / N                                                   | Voy. / an —                                                                                | Exploitant Place Autocars                                                                  |
| G     | Desserte : - Commune : Saint-Amand-les-Eaux - Stations et gares desservies : Saint-Amand-les-Eaux (TER Hauts-de-France) - Principaux lieux desservis : Centre hospitalier de Saint-Amand-les-Eaux, Usine GlaxoSmithKline de Saint-Amand-les-Eaux  |                                                                                            |                                                                                            |                                                                                            |                                                                                            |                                                                                            |                                                                                            |                                                                                            |                                                                                            |
| G     | Autre : - Amplitude horaire et fréquence : - du lundi au vendredi : de 7 h 35 à 8 h 17 avec 2 départs depuis la gare de Saint-Amand-les-Eaux, puis de 16 h 15 à 17 h 50 avec 3 départs depuis l'usine GSK.                                        |                                                                                            |                                                                                            |                                                                                            |                                                                                            |                                                                                            |                                                                                            |                                                                                            |                                                                                            |
| G     | Dernière actualisation : 17 avril 2025 |                                                                                            |                                                                                            |                                                                                            |                                                                                            |                                                                                            |                                                                                            |                                                                                            |                                                                                            |
| H     | Valenciennes – Saint-Waast ⥋ Valenciennes – Hôpital | Valenciennes – Saint-Waast ⥋ Valenciennes – Hôpital                                        | Valenciennes – Saint-Waast ⥋ Valenciennes – Hôpital                                        | Valenciennes – Saint-Waast ⥋ Valenciennes – Hôpital                                        | Valenciennes – Saint-Waast ⥋ Valenciennes – Hôpital                                        | Valenciennes – Saint-Waast ⥋ Valenciennes – Hôpital                                        | Valenciennes – Saint-Waast ⥋ Valenciennes – Hôpital                                        | Valenciennes – Saint-Waast ⥋ Valenciennes – Hôpital                                        | Valenciennes – Saint-Waast ⥋ Valenciennes – Hôpital                                        |
| H     | Ouverture / Fermeture — / — | Longueur —                                                                                 | Durée 2 min                                                                                | Nb. d’arrêts 3                                                                             | Matériel —                                                                                 | Jours de fonctionnement L, Ma, Me, J, V                                                    | Jour / Soir / Nuit / Fêtes O / N / N / N                                                   | Voy. / an —                                                                                | Dépôt —                                                                                    |
| H     | Desserte : - Commune : Valenciennes - Stations et gares desservies : Saint-Waast (T1) - Principaux lieux desservis : Centre Hospitalier Jean Bernard de Valenciennes                                                                              |                                                                                            |                                                                                            |                                                                                            |                                                                                            |                                                                                            |                                                                                            |                                                                                            |                                                                                            |
| H     | Autre : - Amplitude horaire et fréquence : - du lundi au vendredi : de 5 h 46 à 5 h 53 avec 2 départs depuis la station Saint-Waast et de 21 h 15 à 21 h 45 avec 2 départs depuis par l'Hôpital de Valenciennes.                                  |                                                                                            |                                                                                            |                                                                                            |                                                                                            |                                                                                            |                                                                                            |                                                                                            |                                                                                            |
| H     | Dernière actualisation : 17 avril 2025 |                                                                                            |                                                                                            |                                                                                            |                                                                                            |                                                                                            |                                                                                            |                                                                                            |                                                                                            |

### Lignes régionales
Plusieurs lignes des réseaux interurbains du Nord (Arc-en-Ciel 2, Arc-en-Ciel 3 et Arc-en-Ciel 4) desservent le territoire du SIMOUV. Ces lignes sont accessibles avec un titre Transvilles au sein du périmètre du SIMOUV. Les lignes et les parcours concernés sont :
- la ligne 811 entre les arrêts Denain – Espace Villars et Abscon – Les Baillons,
- la ligne 823 entre les arrêts Famars – Université et Quérénaing – Café Tabac,
- la ligne 824 entre les arrêts Denain – Espace Villars et Avesnes-le-Sec – Gare,
- la ligne 827 entre les arrêts Hordain – Salle des Sports et Wasnes-au-Bac – Ancienne Gare,
- la ligne 872 entre les arrêts Saint-Amand-les-Eaux – Lycée Couteaux et Rumegies – Belzannois,
- la ligne 874 entre les arrêts Saint-Amand-les-Eaux – Lycée Couteaux et Sars-et-Rosières – Le Sart,
- la ligne 951 entre les arrêts Valenciennes – Esplanade et Curgies – Chapelle,
- la ligne 953 entre les arrêts Valenciennes – Esplanade et Préseau – Mairie,
- la ligne 971 entre les arrêts Famars – Université et Artres – Gare,
- la ligne 990 entre les arrêts Valenciennes – Esplanade et Sebourg – Triez.

### Lignes scolaires
En plus du réseau régulier, les établissements scolaires sont desservis par des lignes spécifiques baptisées Mon Parcours. Ces lignes sont identifiés par la lettre P suivi d'un nombre à quatre chiffres sur fond mauve.

## Infrastructure

### Dépôts
Le réseau Transvilles dispose de trois dépôts :

#### Dépôt deSaint-Saulve

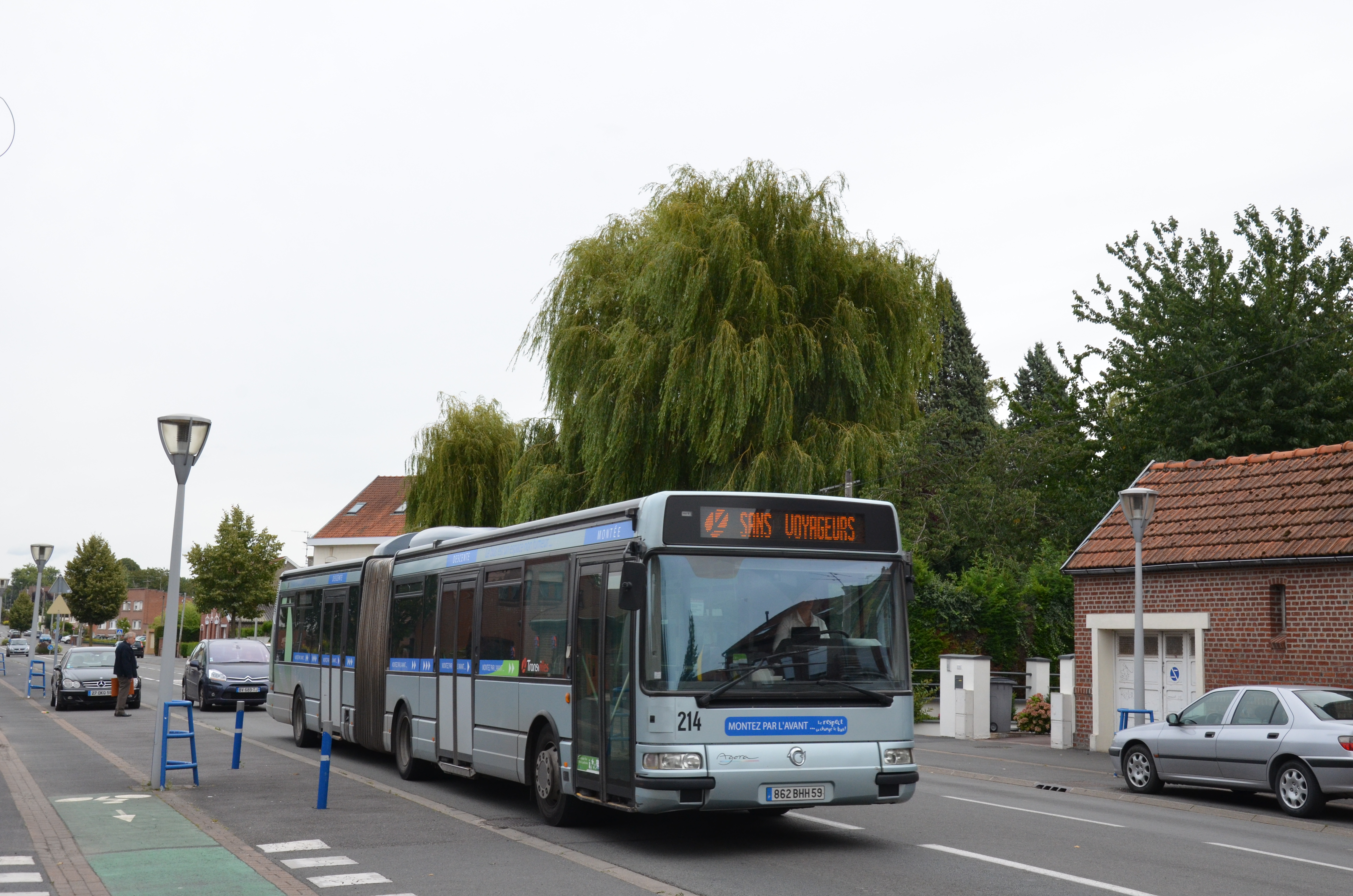
Irisbus Agora L rentrant au dépôt de Saint-Saulve.

Bâti en 1976 c'est aujourd’hui le plus ancien dépôt.
Il abrite aujourd'hui :
- le siège social de la société Keolis Hainaut Valenciennois
- un remisage bus
- une station-service bus
- un atelier bus
- une station de compression pour le gaz naturel

#### Dépôt de Saint-Waast

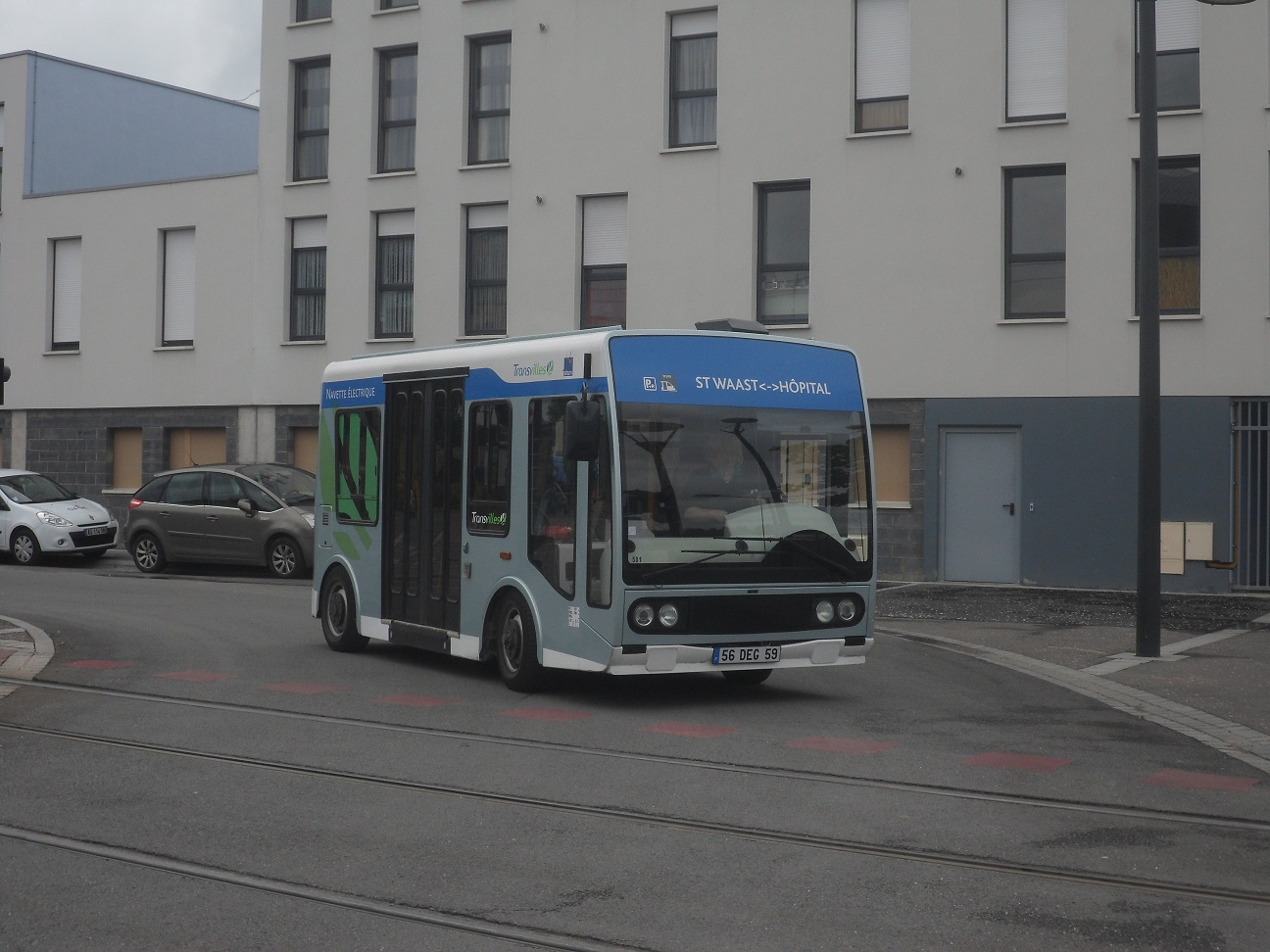
Gépébus Oréos 22 près du dépôt de Saint-Waast.

Le plus récent construit, il fut bâti lors de la construction du Tramway.
Il abrite aujourd'hui la plupart des équipements Transvilles :
- un bâtiment administratif
- le poste de commandes centralisées (PCC), d'où est régulé à distance l'ensemble du réseau bus et tramway
- un remisage bus
- une station-service bus
- un atelier bus
- un remisage tram
- un atelier tramway

#### Dépôt de Denain
Il abrite aujourd'hui :
- un remisage bus
- une station-service bus
- un atelier bus

## Matériel roulant

### Actuel
Type : A - articulé ; Md - midibus ; Mn - minibus ; S - standard.
| Illustration | Modèle                        | Type | Nombre | Numéros                                                     | Mise en service                                                                                                 | Utilisé sur la/les ligne(s)                 | Remarques                                                                                                |
| ------------ | ----------------------------- | ---- | ------ | ----------------------------------------------------------- | --- | ------------------------------------------- | --- |
|              | Irisbus Agora S               | S    | 24     | 002-006, 007, 035, 036, 038, 040, 048-050, 115-119, 120-125 | 02/2002 (036, 038, 040, 048-050) 07/2004 (002-006, 008, 115-117, 119-123) 08/2004 (116, 124, 125) 09/2004 (035) | 1 2 4 12 13 14 30 S1 S2 100 102 106         | Également exploités par les sociétés Finand Autocars et Place Autocars sur les lignes 107 , 110 et 121 . |
|              | Mercedes-Benz Citaro Facelift | S    | 20     | 151-164, 325-330                                            | 09/2012 | 1 2 4 12 13 14 30 S1 S2 100 102 106         | Également exploités par les sociétés Finand Autocars et Place Autocars sur les lignes 107 , 110 et 121 . |
|              | Mercedes-Benz Citaro C2       | S    | 16     | 165-180                                                     | 04/2017 (165-171) 09/2017 (172-180)                                                                             | 1 2 4 12 13 14 30 S1 S2 100 102 106         | |
|              | Iveco Bus Urbanway 12         | S    | 22     | 060-067, 181-194                                            | 07/2019 (181, 182) 08/2019 (183, 184) 11/2019 (185-194) 06/2021 (060-067)                                       | 1 2 4 12 13 14 30 S1 S2 100 102 106         | |
|              | Iveco Bus Urbanway 12 GNV     | S    | 8      | 068-075                                                     | 07/2022 | 1 2 14 S1 S2 100                            | |
|              | Irisbus Agora L               | A    | 23     | 203-225                                                     | 07/2003 (219-225) 08/2003 (203-208, 210) 09/2003 (209, 211, 212) 10/2003 (213-218)                              | 5 6 Bus relais tramway Renforts scolaires   | |
|              | Irisbus Citelis 18            | A    | 5      | 247-251                                                     | 06/2011 (249) 09/2012 (247, 248) 06/2013 (250, 251)                                                             | 5 6 Bus relais tramway Renforts scolaires   | Véhicules acquis d'occasion provenant des navettes Disneyland Paris.                                     |
|              | Iveco Bus Urbanway 18         | A    | 5      | 252-256                                                     | 07/2019 (252) 08/2019 (253, 254) 06/2021 (255, 256)                                                             | 4 5 6 Bus relais tramway Renforts scolaires | |
|              | Iveco Bus Urbanway 18 GNV     | A    | 3      | 278-280                                                     | 12/2022 | 5 6 Bus relais tramway Renforts scolaires   | |
|              | Mercedes-Benz Sprinter City   | Mn   | 10     | 801-810                                                     | 05/2020 | AMD C1 C2 VLX                               | |
|              | Bolloré Bluebus 6             | Mn   | 3      | 601-603                                                     | 10/2023 | C3                                          | |

### Ancien
Type : A - articulé ; Md - midibus ; Mn - minibus ; S - standard.
| Illustration | Modèle                                                     | Type | Nombre | Numéros                                                      | Date de mise en service | Date de réforme                                | Remarques |
| ------------ | ---------------------------------------------------------- | ---- | ------ | ------------------------------------------------------------ | --- | ---------------------------------------------- | --- |
|              | Brossel A92 DAR-L/Jonckheere (carrosserie type 2)          | S    |        |                                                              | 1963 |                                                | |
|              | Brossel A92 DAR-L/Jonckheere (carrosserie type 3, 4, ou 5) | S    |        |                                                              | 1965 |                                                | |
|              | Brossel BL55/Jonckheere                                    | S    |        |                                                              | 1966 |                                                | |
|              | Brossel BL55S/Jonckheere type Lille                        | S    |        |                                                              | 1972 |                                                | |
|              | SAVIEM UI 20                                               | S    | 3      |                                                              | 1961 (occasion) |                                                | |
|              | Renault R312                                               | S    |        | 009, 012, 013, 042, 044, 324                                 | |                                                | Liste non exhaustive |
|              | Heuliez GX 107                                             | S    |        | 001-008, 021-024, 029, 030, 034, 101-103, 118, 119, 313, 314 | 12/1992 (118, 119) 01/1994 (022, 024, 029) 12/1994 (023) 02/1996 (101-103, 313, 314)                                                    |                                                | Liste non exhaustive |
|              | Heuliez GX 217                                             | S    | 8      | 135-142                                                      | 12/1996 (135-141) 11/1997 (142) |                                                | |
|              | Heuliez GX 317                                             | S    | 24     | 055-058, 128-134, 301-310, 315-317                           | 12/1996 (128-134) 11/1997 (309, 310, 315) 12/1997 (301, 302) 01/2000 (303-308, 316, 317) 03/2000 (055) 07/2000 (056) 07/2002 (057, 058) |                                                | Les véhicules numérotés de 055 à 058 ont été acquis d'occasion.                                                                                              |
|              | Renault Agora S                                            | S    | 9      | 051-054, 105-109                                             | 11/1998 (053) 05/1999 (051) 09/2000 (106, 107 et 109) 01/2001 (105) 02/2001 (108) 03/2001 (052)                                         | 10/2023 (051-053, 105-109)                     | Véhicules acquis d'occasion. Les véhicules numérotés 051 à 053 proviennent des aéroports de Paris, les véhicules numérotés 105 à 109 proviennent de la RATP. |
|              | Irisbus Agora S                                            | S    | 7      | 007, 034, 037, 039, 045-047                                  | 02/2002 (037, 039, 045-047) 07/2004 (007) 08/2004 (034)                                                                                 | 14/10/2016 (007) 2022 (034, 037, 039, 045-047) | 007 détruit à la suite d'un incendie à Petite-Forêt. 034 détruit à la suite d'un incendie.                                                                   |
|              | Heuliez GX 187                                             | A    | 7      | 227-233                                                      | 12/1994 |                                                | |
|              | Renault PR 118                                             | A    | 5      | 234-238                                                      | 03/1996 |                                                | |
|              | Mercedes-Benz O 405 G                                      | A    | 4      | 239, 240, 242, 244                                           | 02/1994 (244) 10/1995 (239, 240, 242)                                                                                                   |                                                | |
|              | Renault Agora L                                            | A    | 4      | 201, 202, 245, 246                                           | 03/2000 |                                                | |
|              | Heuliez GX 117                                             | Md   | 1      |                                                              | |                                                | |
|              | Gépébus Oréos 22                                           | Mn   | 1      | 501                                                          | 03/2004 |                                                | Acquis d'occasion auprès du réseau Ametis. |